# Garitz (Bad Kissingen)
Garitz ist ein Gemeindeteil der Großen Kreisstadt Bad Kissingen im unterfränkischen Landkreis Bad Kissingen in Bayern.

## Geografie

### Geografische Lage

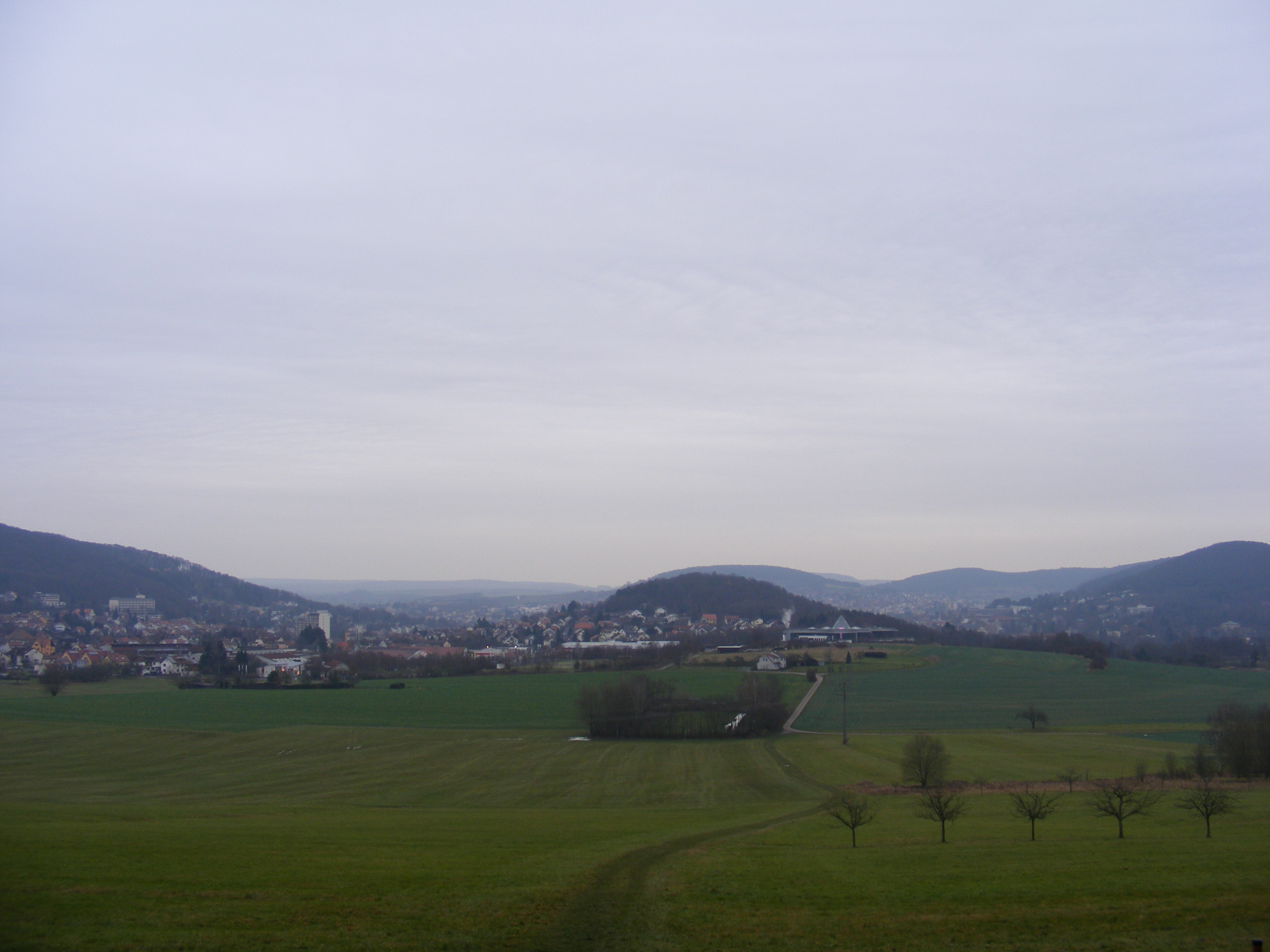
Garitz vom Kissinger Stadtwald gesehen (2009)

Das Pfarrdorf Garitz liegt leicht erhöht über der Kreisstadt Bad Kissingen, begrenzt auf der nördlichen Seite vom Staffelsberg und im Westen von Wald und dem Kirchberg. Durch Garitz fließt der Marbach von West nach Ost, der in die Fränkische Saale mündet.

## Geschichte

### Anfänge
Den Garitzer Raum besiedelten erst Jäger und Fischer, später Bauern. Die ersten siedelnden Stämme waren keltischen Ursprungs; sie sollen eine Fliehburg (Ringwall Altenberg) auf dem Garitzer Altenberg, dem mons antiquus, errichtet haben. Verschiedene Aufzeichnungen berichten von der bisher noch nicht bewiesenen Existenz von Hügelgräbern aus der Hallstattzeit am Westrand der Garitzer Flurgemarkung. Der römische Geschichtsschreiber Tacitus schrieb von einer zunehmenden Besiedlung des Raumes durch die germanischen Stämme der Hermunduren und der Chatten; diese wurden durch die Kissinger Solequellen auf die Region aufmerksam. Im Lauf des sechsten Jahrhunderts machten sich die Franken dort heimisch.
Wann Garitz gegründet wurde, ist nicht genau bekannt; entsprechende Quellen fehlen. Es wird aber der Zeitraum zwischen 1000 und 1200 n. Chr. angenommen, damit wäre Garitz im Vergleich zu Ortschaften der Umgebung relativ jung. Als Grund für die Besiedlung wird der Reichtum an Rohstoffen (Holz aus dem umgebenden Wald; Wasser aus dem Marbach) angenommen; möglicherweise spielte auch die günstige Verkehrslage eine Rolle. Da Kirche und Adel sich zu der Zeit in ständigem Konflikt um die Macht befanden, ist es möglich, dass sich die Grafen von Henneberg die Garitzer Gegend durch Besiedlung sichern wollten; andererseits könnte auch das Kloster Aura Garitz gegründet haben, um so an neue Fronarbeiter zu kommen. Dokumentarisch ist belegt, dass Poppo von Irmelshausen im Jahr 1186 durch Tausch Güter Fuldas in Garitz erwarb. Zu dieser Zeit gab es dort die Ortschaften Rumpfes, Bischofswinden und Zehentwinden. Durch einen Rückgang der Bevölkerung wurden diese Orte zu Wüstungen; allein Garitz überlebte.
Der Ortsname von Garitz hat im Lauf der Zeit viele Wandlungen erfahren. In verschiedenen Dokumenten wurde der Ort „Gerhartis“ (als der Ort im Jahr 1186 von Abt Konrad von Fulda an Poppo von Irmelshausen ging), „Gaharts“ (1325/1326; im Lehnsbuch des Bischofs Gottfried), „Gahart“ (in einem Urbarium der Henneberger aus dem Jahr 1340) „Gahartz“ (1465; in Landgerichtsprotokollen des Staatsarchivs Würzburg), „Gaartz“, „Gaarz“, „Gartz“, „Garz“ (innerhalb eines einzelnen Kissinger Dokumentes aus dem Jahr 1517) sowie „Garetz“ und „Garez“ (in den Matrikelbüchern der katholischen Stadtpfarrei Kissingen von 1588) genannt; in Akten aus dem Jahr 1745 lautet die Schreibung zum ersten Mal „Garitz“.
Die Herkunft des Namens Garitz hat für viel Unsicherheit unter den Gelehrten gesorgt; es wurde auch ein slawischer Ursprung vermutet. Wie der Garitzer Lehrer Heinrich Hack ausführte, liegt der Ursprung des Namens in der Wichtigkeit des Waldes für den Garitzer Raum begründet. Demnach steht in der Form Gahart die Silbe Ga für steil, während hart Wald bedeutet. Damit wurde Garitz als eine an einem aufsteigenden Berg gelegene Waldsiedlung charakterisiert.

### Mittelalter
Im Mittelalter lebten in „Gaartz“ nach kirchlichen Aufzeichnungen etwa 300 bis 400 Menschen (diese Zahl blieb über mehrere Jahrhunderte konstant), die von Tagelöhner- und harter Bauernarbeit lebten. Sie ernährten sich von Roggen, Hafer, Kohl und Flachs. Im Lauf der Zeit entstanden verschiedene Regelungen zu Weiderechten, mit deren Hilfe mehrere Hutrechtsstreitigkeiten, unter anderem mit Albertshausen geschlichtet wurden. Einige Bauern leisteten Fronarbeit für das Kloster Aura; zusätzlich mussten sie den Fruchtzehnt und den Viehzehnt an das Kloster abliefern. Die Garitzer Bürger mussten mehrere Arten von Abgaben entrichten, wie die Schatzung (für den Landesfürsten gedachte Besitzsteuer), das Ein- und Auszugsgeld (durch Einheiratende von auswärts sowie Wegziehende zu entrichten), das Nachbargeld (von jeglichem Nachbarn zu entrichten), das Feuereimergeld (durch jeden Neuvermählten zu entrichten), den Ackerzins (zur Besteuerung von Ackerfläche), den Laubmaßzins (zur Besteuerung von Grundbesitz), das Kapitalgült (Naturalabgabe), das Bekenntnis (zwecks Bau und Unterhalt gemeindlicher Wege), das Hirtenpfründ (zur Vergütung der Hirten), den Nachbargulden (zur Deckung von Ausgaben der Gemeinde) und das Leibgeding (Altersversorgung von Garitzer Mitbürgern). Wegen finanzieller Nöte verpfändete das Kloster Aura mehrmals den Garitzer Zehnt; als das Kloster aufgelöst wurde, ging dessen gesamtes Vermögen mit den Zehnteinnahmen an die fürstbischöfliche Hofkammer.
Zu den verlangten Landesfronarbeiten gehörten die Heeresfolge und Kriegsfuhren sowie Schanzarbeiten und Landwehr. Die Herrenfron war für das Kloster Aura, für das Amt Kissingen sowie bei Jagden zu leisten; die Gemeindefron bestand aus Hand- und Spanndiensten sowie Dorfwachen.
Neben einem durch den Abt von Aura ausgeübten Dorfgericht war auch das Zehntgericht zu Aura für Garitz zuständig.
Im Jahr 1394 erwarb der Würzburger Fürstbischof Rudolf II. von Scherenberg das Amt Kissingen und damit (neben Hausen, Nüdlingen und Winkels) auch Garitz von dessen Erben, dem Herzog Swantibor von Pommern. Wenig später kam der Besitz der Gegend vorübergehend wieder an die Henneberger, ging dann jedoch endgültig an den Fürstbischof.

### Garitz zu Beginn der Neuzeit
Während des Bauernaufstandes von 1525 verweigerte sich Garitz der Aufforderung des Kissinger Pfarrers Wüst, an dem Aufstand teilzunehmen. Daher blieb Garitz, als der Aufstand wenig später blutig niedergeschlagen wurde, von schlimmeren Nachwirkungen verschont.
Während des Zweiten Markgrafenkrieges (1552–1555) war mit dem Saaletal auch Garitz von schweren Brandschatzungen und Verwüstungen betroffen. Johannes Fleischmann, Abt des Klosters Aura, verpfändete den Garitzer Zehnt um 600 Gulden an Wolf von Schletten. Der Abt war bei den Garitzern beliebt. Nach seinem Tod im Jahr 1556 bat Garitz gemeinsam mit anderen Klosterdörfern den Würzburger Fürstbischof Melchior Zobel von Giebelstadt um einen Nachfolger für Johannes Fleischmann.
Diese Bitte wurde erfüllt, doch musste das Kloster Aura im Jahre 1564 wegen Überschuldung aufgelöst werden. Aus diesem Anlass wurde Garitz nun von der Pfarrei Kissingen seelsorgerisch betreut. Dieser Zustand bestand bereits seit 1337 und wurde im Jahre 1564 endgültig. Bei einer Umstrukturierung der Kissinger Pfarrei durch Fürstbischof Julius Echter von Mespelbrunn im Jahr 1586, bei der viele Dörfer in die Pfarreien Oberthulba und Burkardroth übergingen, blieb Garitz gemeinsam mit Arnshausen, Hausen, Reiterswiesen und Winkels in der Pfarrei Kissingen; ihre Einwohner sollten ab 1614 zudem in Kissingen die Gottesdienste besuchen.
Garitz wurde mehrfach von der Pest heimgesucht. Die ersten beiden Pestepidemien breiteten sich in den Jahren 1568/69 sowie im Jahr 1611 aus; letztere forderte bei einer Zahl von etwa 350 Einwohnern 124 Todesopfer. Die Pestopfer des Ortes wurden in Kissingen beerdigt, zunächst auf dem damaligen Friedhof der Jakobuskirche, dann auch auf dem Kapellenfriedhof der Marienkapelle. Als erste Beerdigung in Garitz ist in den Matrikelbüchern die eines 13 Wochen alten Kindes namens Catharina Mez im Jahre 1886 verzeichnet.
Nachdem der Dreißigjährige Krieg Garitz zunächst verschont hatte, suchte im Jahr 1635 auch dieser den Ort mit Verwüstungen und Raubschatzungen heim. Während des Krieges gab es im Jahr 1634 eine weitere Pestepidemie, der insgesamt 71 Menschen zum Opfer fielen. Diese Epidemie wurde im Folgejahr von einer Hungersnot verschärft.
Erste Hinweise auf eine Schule in Garitz gibt es für das Jahr 1686 im Garitzer „Altweistum“, in dem die Rumpfesgült für den Schuldiener festgelegt wurde. Der Schuldiener beziehungsweise später der Schulmeister hatten keine Ausbildung zum Unterrichten und waren nicht fest angestellt. Der Schulbesuch der Schüler war beeinträchtigt, da sie dringend bei der Feld- und Hausarbeit gebraucht wurden. Eine Verbesserung der Schulsituation trat im Jahr 1770 mit der Gründung des Würzburger Lehrerseminars ein. Nun wurden ausgebildete, hauptberufliche Lehrkräfte eingesetzt. Im Jahr 1804 wurde das alte baufällige Schulgebäude durch einen Schulneubau in der heutigen Kirchbergstraße 6 ersetzt und wurde schließlich verkauft. Das neue Schulgebäude, in dem schrittweise immer mehr Jahrgänge unterrichtet wurden, befand sich östlich der St.–Nepomuk–Kirche und wurde im Jahr 1874 durch das ehemalige Wohnhaus des Bäckers Nikolaus Buscham in der heutigen Baptist-Hoffmann-Straße 29 um eine II. Schule ergänzt.

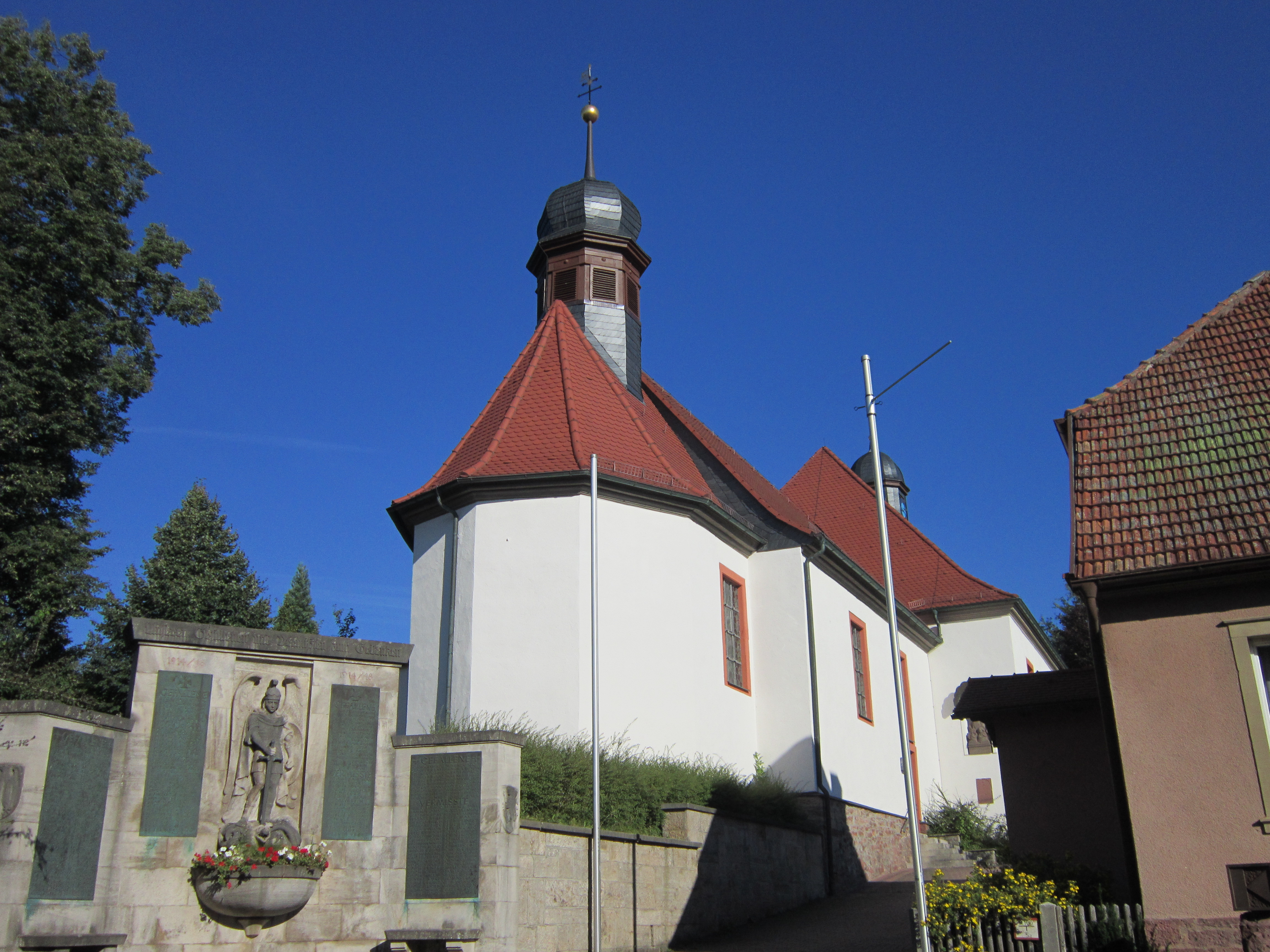
Die St.-Nepomuk-Kirche

Etwa vom 18. Jahrhundert bis etwa 1900 existierte in Garitz eine kleine jüdische Gemeinde. Auf ihrem Wohngebiet, dem „Judenhof“ in der heutigen Jahnstraße 34–48, gab es eine Synagoge, über die es heute keine Informationen mehr gibt, und einen Betsaal. In den Matrikellisten von 1817 gibt es keine Einträge über Garitzer Juden, was vermuten lässt, dass es zumindest zu dieser Zeit keine Bürger jüdischen Glaubens im Ort gab.
Im Jahr 1745 erfüllte sich mit dem Bau einer neuen Kirche ein lang gehegter Wunsch der Garitzer. Der Bau wurde zwei Jahre später, im Jahre 1747, vollendet; die neue Kirche wurde dem Heiligen Johannes von Nepomuk geweiht. Es bestehen dokumentarische Hinweise, dass an dem Standort der St.-Nepomuk-Kirche bereits vorher ein Gotteshaus bestand.
Im Sommer 1796 marschierte im Rahmen des Ersten Koalitionskrieges Napoleon Bonapartes eine französische Revolutionsarmee unter General François-Joseph Lefebvre in das Hochstift Würzburg ein. Alle männlichen Einwohner im Alter von 16 bis 60 Jahren wurden zur Verteidigung einberufen. Die Soldaten von Lefebvres Armee raubten Nahrungsmittel, Kleidung und Wertsachen von der Garitzer Bevölkerung. Ein bewaffneter Bauernhaufen, der hauptsächlich aus Garitzern bestand, konnte die französischen Soldaten vertreiben. Ein französischer Kommissar, der die Kontributionskasse der fürstbischöflichen Hofkammer stehlen und von den Ortschaften der Umgebung die Kriegssteuern eintreiben wollte, wurde von den Bauern von seinem Vorhaben abgehalten, erschossen und in die Saale geworfen. An Napoleon Bonaparte Russlandfeldzug von 1812 nahm auch ein Garitzer Bürger teil. Bei diesem Garitzer handelte es sich, soweit bekannt, um Michael Sell, einen Urgroßvaters des ehemaligen Bürgermeisters Viktor Metz. Nach Napoleons Niederlage in der Völkerschlacht bei Leipzig kam es ein weiteres Mal zu Plünderungen nicht nur durch französische, sondern auch durch russische Truppen; dazu gesellten sich Seuchen wie Blattern und Typhus.

### Königreich Bayern

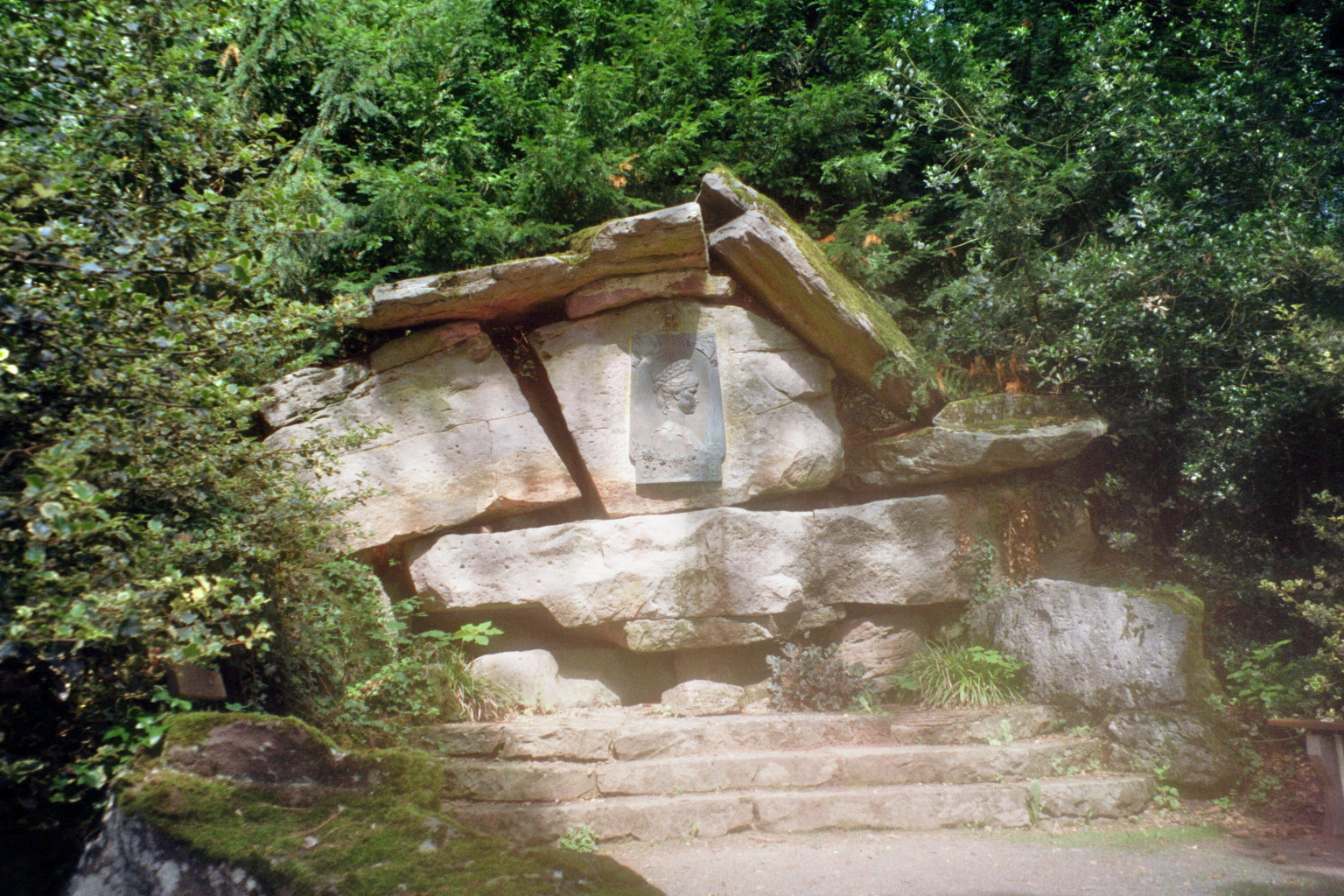
„Sisi“-Denkmal auf dem Altenberg.

Im Rahmen der Neuordnung nach dem Wiener Kongress (1814 bis 1815) kam das Großherzogtum Würzburg und damit auch Garitz zum Königreich Bayern. In der Folgezeit besuchten bayerische Könige mehrmals Kissingen, darunter auch Therese von Sachsen-Hildburghausen, die Gattin von Ludwig I., die sich in der Kissinger Region mehrmals als wohltätig zeigte. Am 8. Juli 1836 beteiligte sich Garitz an einem Volksfest in Kissingen aus Anlass ihres 44. Geburtstages. Weitere prominente Besucher waren der russische Schriftsteller Leo Tolstoi, der auf seinem Gut Jasnaja Poljana eine Schule eingerichtet hatte und bei seinem Kissinger Kuraufenthalt im Sommer 1860 mit dem Garitzer Schulmeister Johann Josef Schmitt und dessen Gehilfen Josef Repp pädagogische Erfahrungen austauschte, sowie die als „Sisi“ bekannte österreichische Kaiserin Elisabeth, die in Garitz frische Milch und Eier kaufte. Sie schätzte Spaziergänge auf dem Altenberg; dort wurde zu ihren Ehren eine Gedenktafel errichtet. Ferner passierten Reichskanzler Otto von Bismarck und Bundespräsident Theodor Heuss Garitz bei ihren Ausflügen zur Ruine Aura, während Bundespräsident Heinrich Lübke mit seiner Gattin Spaziergänge im Garitzer Wald unternahm.
Am Deutschen Krieg (1866) und am Deutsch-Französischen Krieg (1870/71) nahmen auch aus Garitz stammende Soldaten teil. Zu ihren Ehren wurde im Jahr 1896 an der Gabelung von Baptist-Hoffmann-Straße und Jahnstraße ein Kriegerdenkmal errichtet; auf dem Altenberg erinnert ein Gedenkkreuz an drei preußische Soldaten, die in der Schlacht bei Kissingen ihr Leben verloren. Im Jahr 1870 entstand in Garitz der Militär- und Kampfgenossenverein und im Jahre 1900 der Veteranen- und Kriegerverein; beide hatten den Zweck, die Kameradschaft unter den Kriegsveteranen zu fördern und Gedenkfeiern für die Kriegsopfer abzuhalten.
Im Jahr 1873 wurde das Schulhaus mit dem ehemaligen Wohnhaus des Bäckers Nikolaus Buscham in der heutigen Baptist-Hoffmann-Straße Nummer 29 um eine II. Schule ergänzt. Steigende Schülerzahlen machten im Jahr 1909 den Neubau des heutigen Schulgebäudes in der Baptist-Hofmann-Straße Nummer 14 erforderlich, in dem ab 1. Oktober 1910 der Unterrichtsbetrieb einer vierklassigen Volksschule aufgenommen wurde.
Die seit 1909 geplante Einrichtung einer Lokalkaplanei in Garitz wurde im Mai 1915 umgesetzt. Erster Kaplan war Konrad Weigand, der von 1915 bis 1920 in Garitz weilte und dem die seelsorgerische Betreuung sehr am herzen lag.; sein Nachfolger wurde Josef Brenneis, der von 1920 bis 1926 in Garitz wirkte und sich um die Kirchenerneuerung bemühte. Ab 1926 wirkte Gottfried Mauter, der körperliche und seelische Not lindern wollte und in diesem Sinne zwischen 1929 und 1932 eine „Suppenküche“ einführte. Mitte der 1880er Jahre gab es ernsthafte Pläne zu einem Kirchenneubau. Ein 1871 eingerichteter Baufonds betrug im Jahre 1895 schon 39.000 Mark; doch die Pläne konnten erst in den 1960er Jahren verwirklicht werden.

### Erster Weltkrieg und Weimarer Republik
Im Sommer 1914 wurde auch Garitz von Kriegsbegeisterung erfasst, als am 1. August Garitzer Männer für den militärischen Konflikt einberufen wurden, der zum Ersten Weltkrieg wurde. Mit insgesamt 360 Einberufenen nahmen etwa 24 % der Garitzer Bevölkerung am Krieg teil. Von ihnen fielen 42 Garitzer auf dem Schlachtfeld; der jüngste war der am 9. April 1898 geborene Gottfried Hering, der am 14. November 1914 im Alter von 16 Jahren bei Hollebeke (Belgien) fiel. Durch die Einberufung der erwachsenen Männer mussten Frauen, Kinder und Greise bei der Ernte aushelfen; Heranwachsende und Kriegsuntaugliche mussten in den Schweinfurter Fabriken Kriegsmaterial herstellen. Die Nahrungsmittel wurden rationiert; es bestand ein Schlachtverbot für Selbstversorger. Durch die Not bedingt wurden die Garitzer Schüler von ihren Eltern verstärkt zum Betteln geschickt und fehlten im Unterricht; dem sollte durch die Einrichtung einer Suppenküche begegnet werden.

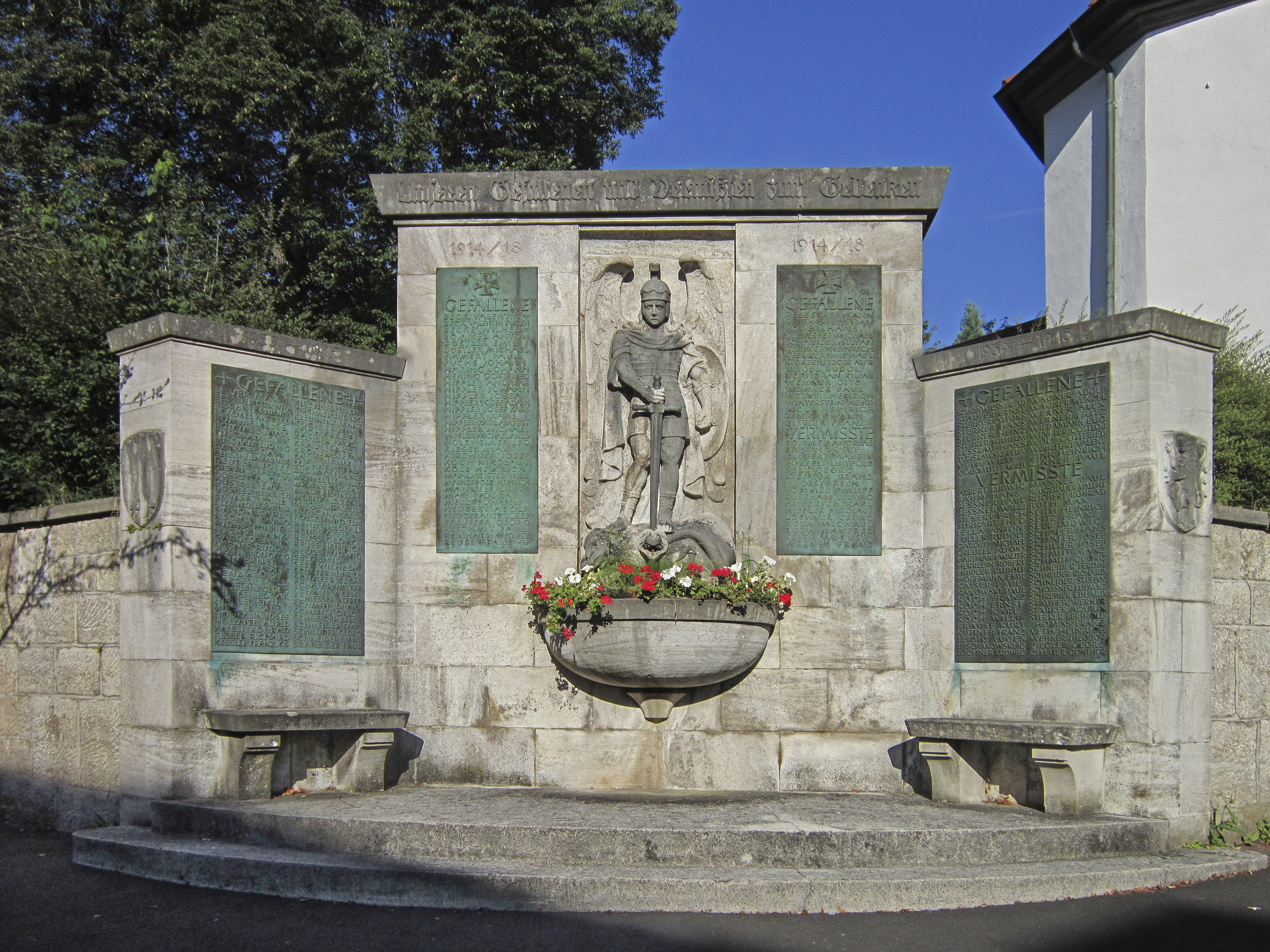
Kriegerdenkmal

Nach Kriegsende kehrten bis Ende 1918 alle überlebenden Garitzer Soldaten in ihren Heimatort zurück; ihnen wurde ein feierlicher Empfang bereitet. Auch einige von auswärts stammende Kriegsheimkehrer ließen sich in Garitz nieder. Die Garitzer, die in Kriegsgefangenschaft geraten waren, kamen im Lauf der Jahre 1919 und 1920 heim. Im Jahre 1929 entstand zu Ehren der Gefallenen des Krieges in der heutigen Kirchbergstraße vor der St.-Nepomuk-Kirche ein Kriegerdenkmal. Im Jahr 1933 vereinigten sich der Militär- und Kampfgenossenverein und der Veteranen- und Kriegerverein zu einem einzigen Verein.
Hatten sich die durch den Spartakusaufstand und die Räterepublik verursachten Unruhen der Weimarer Republik noch nicht in Garitz bemerkbar gemacht, war der Ort in den Jahren nach Kriegsende vom durch die Wirren verursachten Hunger betroffen. Hinzu kam, bedingt durch die Herrschaft des Spartakusaufstandes im Ruhrgebiet, ein Mangel an Kohle. Arbeitslosigkeit und Geldentwertung verschärften die Situation.

### Nationalsozialismus und Zweiter Weltkrieg
Nach der „Machtergreifung“ vom 30. Januar 1933 wurde Garitz Teil der NSDAP-Ortsgruppe „Kissingen West“. Gewerkschaften, Parteien und hiesige Vereine wurden aufgelöst. Bis zum Jahr 1936 gab es durch Aufrüstung der Wehrmacht und Projekte wie den Bau der Reichsautobahn praktisch keine Arbeitslosigkeit mehr in Garitz. Juden wurde verboten, sich in Garitz sesshaft zu machen; die bereits in Garitz lebenden Juden wanderten nach Amerika aus. Am 12. Juni 1938 begann man in der Jahnstraße 11 mit dem Bau eines Hitler-Jugend-Heims, des ersten seiner Art im Landkreis Bad Kissingen. Die Einweihung fand am 14. Mai 1939 statt.
Auf Grund eines Beschlusses des Gemeinderates aus dem Jahr 1934 entstand ein Jahr später in Garitz ein Schwimmbad; es musste jedoch geschlossen werden, als sein Wasserbedarf wegen stetigen Wachsens der Garitzer Bevölkerung nicht mehr gedeckt werden konnte. Unter Bürgermeister Hans Heublein wurde der Garitzer Seeplatz im Jahr 1938 zur Zieranlage umfunktioniert und bekam bald den Spitznamen Garitzer Kurgarten. Ab dem 1. Juni desselben Jahres gab es in Garitz Elektrizität, nachdem ein Stromlieferungsvertrag mit Bad Kissingen abgeschlossen wurde; das Garitzer Ortsnetz entstand innerhalb von etwa sieben Wochen auf Kosten des städtischen Elektrizitätswerkes.
Unter dem seit 1926 in Garitz tätigen Kuratus Gottfried Mauter, einem ehemaligen Bad Kissinger Stadtkaplan, wurde die Lokalkaplanei Garitz am 1. Januar 1940 zur Pfarrei erhoben. Gottfried Mauter selbst wurde dadurch erster Pfarrer von Garitz (Mauter erkrankte 1943 an einem Herzleiden und ging am 7. November 1950 in den Ruhestand, den er in Bad Bocklet verbrachte. Er starb wenige Jahre später am 17. Mai 1954. Nach einer Übergangszeit zwischen dem 1. Oktober 1950 und dem 12. Februar 1951 unter Pfarrverweser Pater Aloys Kerkmann war Benno Stoll sein Nachfolger).
In den Tagen vor Beginn des Zweiten Weltkrieges machte sich dieser in Garitz durch Einberufung von Soldaten und der Ausgabe von Lebensmittelmarken bemerkbar; im Gegensatz zum Ersten Weltkrieg gab es im Ort jedoch keine Kriegsbegeisterung.
In der Nacht vom 4. auf den 5. September 1940 kam es zu einem Bombenangriff der britischen Royal Air Force auf Garitz. Von den Leuchtbomben sowie den etwa 30 Brandbomben fiel lediglich eine Brandbombe auf bewohntes Gebiet. Diese traf eine fast leere Scheune zwischen Baptist-Hoffmann-Straße und Jahnstraße, die der Witwe Maria Neugebauer gehörte. Dank des schnellen Eingreifens der Feuerwehr blieb der Sachschaden gering; entgegen einem Bericht der Brüsseler Zeitung wurde niemand verletzt.
Im ersten Kriegsjahr (bis September 1940) stellte Garitz Unterkünfte für evakuierte Personen aus dem Westwallgebiet der Pfalz (Pirmasens) zur Verfügung. Jugendliche aus Garitz wurden von 1943 bis 1945 als Luftwaffenhelfer eingesetzt. Durch den Einsatz der Männer im Krieg wurden in großem Umfang Frauen in der Landwirtschaft, der Rüstungsindustrie, im Lazarettdienst und zu Schneiderarbeiten eingesetzt. Schüler wurden zur Ernte sowie zur Kartoffelkäferbekämpfung herangezogen. Noch bis März 1945 wurden männliche Garitzer (bis hin zum Geburtsjahrgang 1929) zu Verteidigungszwecken eingezogen.
Im Rahmen der Umsetzung der NS-Politik sind aus Garitz jeweils ein Fall von „Vernichtung lebensunwerten Lebens“ sowie Unfruchtbarmachung bekannt. Ein weiterer Garitzer verlor am 19. März 1940 im Konzentrationslager Mauthausen sein Leben, weil er als Mitglied der Zeugen Jehovas aus Gewissensgründen den Kriegsdienst verweigert hatte. Nach den Erinnerungen eines Garitzer Bürgers lebten während der NS-Zeit zwei Juden im Ort. Einer von ihnen galt als Halbjude und wurde, nachdem sein Sohn die Offizierslaufbahn einschlagen hatte wollen, in ein Konzentrationslager verschleppt, wo er sein Leben verlor. Eine jüdische Garitzerin überlebte die NS-Zeit ohne Abstammungsüberprüfung und starb nach Kriegsende in hohem Alter. Im Gedenkbuch – Opfer der Verfolgung der Juden unter der nationalsozialistischen Gewaltherrschaft 1933–1945 ist der Garitzer Jude Adolf Schönwiesner aufgeführt, der am 31. Januar 1883 in Budapest geboren wurde und am 18. Februar 1945 im KZ Auschwitz ums Leben kam.
Ab März 1945 war aus der Ferne der Kanonendonner der amerikanischen Truppen zu hören. Wer diese Nachricht weiter verbreitete, konnte wegen Zersetzung der Widerstandskraft belangt werden. In der Nacht vom 6. auf den 7. April 1945 waren in Garitz Detonationen aus Rottershausen zu spüren; das Luftwaffen-Tanklager Oerlenbach wurde in Brand gesetzt. Munition und andere kriegstaugliche Vorräte sollten durch Vernichtung dem Zugriff der US-Truppen entzogen werden.
Die amerikanische Besatzungszeit begann für Garitz am 7. April 1945, als die amerikanischen Truppen einmarschierten. Erste Anordnung der Militärregierung war am Nachmittag des darauffolgenden 8. April 1945, dass alle Stick- und Schusswaffen sowie Munitiuon, Fotoapparate und Ferngläser sofort abzuliefern seien. Ab dem 21. April wurden rationierte Nahrungsmittel verteilt.
Am 19. April 1945 kam es in der Gastwirtschaft Zumk Hirschen zu einem Unglücksfall, als Kinder mit einer gefundenen Tellermine spielten, die beim Spiel explodierte. Einer der spielenden Jungen war sofort tot. Eine Erwachsene und sechs Kinder wurden schwer verletzt, von denen die Erwachsene und ein Junge später starben.

### Garitz nach 1945
Nach Ende des Zweiten Weltkrieges kehrten die Flüchtlinge aus Schweinfurt, Würzburg, Aschaffenburg, Frankfurt und Wiesbaden, die in Garitz Zuflucht gefunden hatten, Mitte Mai 1945 in ihre Heimatstädte zurück. Im Gegenzug zogen u. a. Bürger aus Bad Kissingen nach Garitz. Ab dem 9. Juni 1945 war es wieder erlaubt, den Wald zu betreten; nun konnte Brennholz für den Winter gesammelt werden.
Am 12. Juni 1945 wurde der erste Garitzer Gemeinderat nach dem Krieg mit Karl Dück als 1. Bürgermeister und Michael Seufert als 2. Bürgermeister installiert. Am 30. Juni 1946 folgte die Wahl zur verfassungsgebenden Landesversammlung; bei einer Wahlbeteiligung von 63 % bekam die CSU 364 Stimmen, die SPD 210 Stimmen. Das ehemalige Hitler-Jugend-Heim in der Jahnstraße 11 wurde zum Rathaus umfunktioniert; hierhin zog am 18. November 1946 die Gemeindekanzlei, die vorher in der Kissinger Straße 23 untergebracht war. Am 2. Dezember 1946 bekam Bayern eine demokratische Verfassung.
Nach Kriegsende kamen zahlreiche deutschstämmige Kriegsvertriebene auch nach Garitz. Laut einer amtlichen Feststellung vom 15. Dezember 1947 lebten zu diesem Zeitpunkt in Garitz deutsche Flüchtlinge aus östlich von Oder und Neiße gelegenen Gebieten (123 Personen) sowie aus dem Sudetenland (108 Personen). Bis zum Jahr 1950 stieg der Anteil der Garitzer Einwohner, die aus Gebieten östlich von Oder und Neiße gekommen waren, laut einer Volkszählung auf 244 Personen. Am 6. Juni 1961 lebten laut einer weiteren Volkszählung 473 Heimatvertriebene in Garitz (die Gesamtzahl der Garitzer Einwohner lag zu diesem Zeitpunkt bei 2.587).
Mit der Währungsreform von 1948, bei der die „Deutsche Mark“ die „Reichsmark“ als Zahlungsmittel ersetzte, endeten auch in Garitz Schwarzmarkthandel, Schiebertum und Tauschgeschäfte.
Eine gemeindliche Feststellung vom 10. Dezember 1945 hatte ergeben, dass sich 189 Garitzer in Kriegsgefangenschaft befanden. Zunächst wurden die Soldaten freigelassen, die sich in amerikanischer Kriegsgefangenschaft befanden, später sukzessive jene aus englischer, französischer und sowjetischer Kriegsgefangenschaft. Mit Hermann Werner kam am 7. Oktober 1953 der letzte Garitzer Kriegsgefangene in Freiheit; ihm wurde ein feierlicher Empfang bereitet.
Am 21. November 1954 fand die Neueinweihung des um das Gedenken an die Opfer des Zweiten Weltkrieges erweiterten Kriegerdenkmals vor der St.-Nepomuk-Kirche statt. Der Kriegerverein, der im Jahre 1933 aus dem Zusammenschluss des Militär- und Kampfgenossenvereins und des Veteranen- und Kriegervereins entstanden war, wurde nach Kriegsende von der US-Militärbehörde aufgelöst, das Vereinsvermögen beschlagnahmt.
Im Oktober 1966 wurde mit dem Anbau einer Turnhalle an die Garitzer Schule begonnen; sie wurde als Mehrzweckhalle, u. a. auch für Festveranstaltungen, angelegt. Am 13. Januar 1968 fand ihre kirchliche Weihe statt.
Im Jahre 1960 wurden unter Pfarrer Benno Stoll die jahrzehntealten Pläne zum Bau einer neuen Kirche wieder aufgenommen; als Standort für die neue Kirche wurde das Gelände des Suckfüll-Eissees festgelegt. Im Jahre 1968 wurde ein engerer Kirchenausschuss zum Zwecke der nötigen Verhandlungen mit dem Bischöflichen Ordinariat eingerichtet. Nach Erwerb der nötigen Grundstücksfläche begannen unter Pfarrer Arno Stöcklein, dem Nachfolger des im Jahr 1971 in Ruhestand gegangenen Benno Stoll, die Bauarbeiten am 21. Juni 1972 und wurden am 30. Juli 1972 von der Grundsteinlegung gefolgt; am 16. Oktober 1973 wurde die St.-Elisabeth-Kirche eingeweiht. Arno Stöcklein, der ab dem 1. Oktober 1991 zusätzlich für den Bad Kissinger Ortsteil Poppenroth verantwortlich zeichnete, ging 1999 in den Ruhestand; sein Nachfolger wurde Edwin Ziegler.
Im Rahmen der Gebietsreform in Bayern wurde im Jahr 1971 auf Grund der engen wirtschaftlichen Beziehungen zwischen Garitz und Bad Kissingen die Eingemeindung des Ortes in die Badestadt anvisiert. Die Garitzer waren zwar stolz auf ihre Eigenständigkeit, doch wurde ihnen durch den bayerischen Staat eine finanzielle Förderung von mindestens 635.624 D-Mark in Aussicht gestellt. Nachdem bei einer Abstimmung unter den Garitzer Bürgern am 10. Oktober 1971 von 2.256 Stimmberechtigten lediglich 1.018 (45 %) abgestimmt hatten und von diesen 577 (57 %) mit „Nein“ stimmten, wurde für den 4. und 5. Dezember 1971 eine zweite Abstimmung angesetzt. Zwecks Erhöhung der Wahlbeteiligung gingen Helfer von Haus zu Haus und sammelten mit Hilfe von Wahlurnen die Stimmen ein; zusätzlich stand am Nachmittag des 5. Dezember eine Wahlurne im Rathaus bereit. Diesmal nahmen 2.106 Garitzer an der Abstimmung teil; von ihnen sprachen sich 1.144 Garitzer (etwa 70 % der gültigen Stimmen) für die Eingemeindung aus. Am 15. Dezember 1971 befürwortete der Garitzer Gemeinderat mit einem Ergebnis von 5:4 Stimmen (zwei Gemeinderäte fehlten wegen Erkrankung) die Eingemeindung. Die Unterzeichnung des Eingemeindungsvertrages erfolgte am 30. Dezember 1971 auf einem Floß auf dem Garitzer See. Am 1. Juli 1972 trat die Eingemeindung in Kraft. Im Nachhinein wird die Eingemeindung nach Bad Kissingen durch Verbesserung in der Infrastruktur, Baulanderschließungen und Ähnlichem als lohnend für Garitz angesehen. Trotzdem wird unter anderem im Fasching auf humorvolle Art und Weise die Meinung vertreten, es hätte sich eher der Bad Kissinger nach Garitz integriert als umgekehrt.
Nach der Eingemeindung wurde die Verbandsschule Garitz-Arnshausen-Reiterswiesen die zweite Volksschule in Bad Kissingen; am 14. August 1974 bekam sie den Namen Henneberg-Volksschule.
Am 28. Februar 2004 wurde die KissSalis Therme eröffnet. Der Name der Therme geht auf einen Vorschlag des damaligen, aus Garitz stammenden Stadtrates Johannes R. Köhler zurück.

### Bevölkerungsentwicklung
| Jahr              | Einwohnerzahl |
| ----------------- | ------------- |
| um 1600           | 300 bis 400   |
| 1800              | 365           |
| 1803              | 350           |
| 1840              | 528           |
| 1900              | 1145          |
| 1910              | 1488          |
| 16. Juni 1933     | 1674          |
| 24. Oktober 1946  | 2125          |
| 1961              | 2587          |
| 1. Januar 1970    | 3211          |
| 31. Dezember 1976 | 3414          |
| 1. Januar 2014    | 4512          |
| 1. Januar 2021    | 4447          |
| 30. Juni 2023     | 4604          |

## Politik

Das Garitzer Wappen

### Bürgermeister
| Name                             | Amtszeit  |
| -------------------------------- | --------- |
| Johann Michael Sell              | 1866–1893 |
| Nikolaus Buscham                 | 1894–1905 |
| Aquilin Stärker                  | 1906–1911 |
| Johann Thomas Reuß               | 1912–1923 |
| Konrad Reuß                      | 1924–1929 |
| Franz Bömmel († 19. August 1933) | 1930–1933 |
| Michael Drescher                 | 1933–1937 |
| Hans Heublein                    | 1937–1945 |
| Karl Dück                        | 1945–1952 |
| Viktor Metz                      | 1952–1960 |
| Stefan Brand                     | 1960–1972 |

### Wappen
Das Garitzer Wappen zeigt eine gelbe Bischofsmütze mit rotem Kreuz, umringt von fünf weißen Sternen auf rotem Untergrund.

### Ortsverbände
Im Jahr 1964 wurde der CSU-Ortsverband Garitz-Albertshausen (da die CSU-Mitglieder aus dem heutigen Bad Kissinger Stadtteil Albertshausen mitbetreut wurden) zur Behandlung von dörflichen Angelegenheiten ins Leben gerufen. Nach der Gebietsreform von 1972 stellte die CSU Garitz-Albertshausen drei Stadträte. Pläne, die Ortsverbände von Garitz, Hausen und Reiterswiesen dem Ortsverband Bad Kissingen anzugliedern, wurden bald wieder aufgegeben.
Die Anfänge des SPD-Distrikts Garitz im Ortsverband Bad Kissingen liegen im Dunkeln; man nimmt an, dass entsprechende Dokumente zwar existierten, während der NS-Zeit allerdings vernichtet wurden. Im ersten, von der US-Militärregierung eingesetzten, Nachkriegsgemeinderat waren auch zwei SPD-Mitglieder vertreten, nach den ersten freien Wahlen im Jahr 1948 waren es vier. Im Zuge der Gebietsreform schloss sich das SPD-Distrikt dem Ortsverband Bad Kissingen an.

## Bauwerke und Anlagen

### Altenberg
Der Altenberg entstand als Umlaufberg in einem Mäander der Fränkischen Saale. Zu der Zeit der Kelten soll hier eine Burganlage bestanden haben, aus deren Namen Altenburg sich der Name des Altenberges ableitete.
Im 19. Jahrhundert wurde der Altenberg unter dem königlich-bayerischen Hofgärtner Jacob Ickelsheimer zu einer Parkanlage umgestaltet. In diesem Rahmen wurde die Bausubstanz der keltischen Burganlage auf behördliche Anweisung hin zugeschüttet; ferner entstanden als Ruhe- und Aussichtspunkte der Rundtempel und das Sonnensalett sowie – in Erinnerung an die ehemalige Burg – die Walhalla.
An den Durchmarsch der preußischen Truppen über Garitz nach Kissingen im Rahmen des Deutschen Krieges von 1866 erinnert ein Gedenkkreuz aus Sandstein, an dessen Standort sich zwei inzwischen zerstörte Gräber preußischer Soldaten befanden.
Im Jahr 1907 entstand auf dem Altenberg mit dem Sisi-Denkmal eine Gedenktafel zu Ehren der als „Sisi“ bekannten österreichischen Kaiserin Elisabeth von Österreich-Ungarn, die während ihrer Aufenthalte in Bad Kissingen gerne Spaziergänge auf dem Altenberg unternahm.

### Wüstung Bischofswinden
Die Wüstung Bischofswinden befindet sich etwa zwei Kilometer nordwestlich der St.-Nepomuk-Kirche. Bischofswinden war eine von drei Ortschaften, die sich auf heutigem Garitzer Gebiet befanden und zwischenzeitlich zu Wüstungen geworden sind; die beiden anderen Orte waren Rumpfes und Zehentwinden. Die Datierung der Wüstung Bischofswinden lautet auf das Hoch- und Spätmittelalter. Die erste bekannte Erwähnung stammt aus dem Jahr 1181; spätestens 1355 wurde Bischofswinden zur Wüstung. Im Jahr 1885 entdeckte man die Brunnenanlage des Ortes.

### Kirchen

#### St. Johannes von Nepomuk
Die Kirche St. Johannes von Nepomuk entstand zwischen 1745 und 1747 an der Stelle, wo zuvor höchstwahrscheinlich bereits ein kleines Kapellchen den benachbarten Leichenacker ergänzte (ein „Notandum“ vom 31. Oktober 1706 drückt den Wunsch aus, dass in Garitz „wie einsmahlen in dem Ort ein Capell oder Kirchlein möchte eingerichtet werden“; ferner gibt es Hinweise auf eine Garitzer Kirchweih im August 1687). Der Leichenacker ist bis heute auch der Friedhof in Garitz. Die erste Kirchenglocke wurde 1761 in Betrieb genommen; eine zweite Glocke folgte im 19. Jahrhundert. 1924 wurde die Kirche um einen etwas größeren Turm erweitert und mit zwei weiteren Glocken versehen, die 1942 für Kriegszwecke ausgebaut wurden. Im Frühjahr 1950 wurden zwei neue Glocken aus Euphon angeschafft.

#### St. Elisabeth
Die Kirche St. Elisabeth ist Teil des gleichnamigen Pfarrzentrums. Sie geht auf Pläne von Pfarrer Armin Stoll aus dem Jahr 1968 zurück. Nach seiner krankheitsbedingten Versetzung in den Ruhestand am 31. März 1971 (er erlag am 24. Dezember 1976 69-jährig einem Herzinfarkt) entstand die Kirche zusammen mit dem angrenzenden Pfarrhaus zwischen dem 21. Juni 1972 und dem 16. September 1973 unter Stolls Nachfolger Arno Stöcklein; errichtet wurde sie auf dem Grund des ehemaligen Suckfüll-Eissees an der Garitzer Kreuzung. In den Grundstein der Kirche wurde eine Kupferhülse eingearbeitet; in dieser befinden sich ein Sonntagsblatt vom 30. Juli 1972, eine Ausgabe der Saale-Zeitung vom 29. Juli 1972, eine D-Mark-Münze, eine Olympiamünze sowie eine Urkunde aus Pergament. Im zweiten Bauabschnitt ergänzte der St. Elisabeth Kindergarten, der im Oktober 1974 seiner Bestimmung übergeben wurde, das Pfarrzentrum.

### Kapelle am Seehof
Die Kapelle befindet sich neben dem Garitzer Anwesen „Seehof“. Sie entstand im Jahr 1868 auf Grund einer Begebenheit im Deutschen Krieg von 1866: Demnach läutete während des Anrückens der preußischen Truppen Gutsförster Halbig die Gebetsglocke des „Seehofs“ zum Ave Maria. Die preußischen Soldaten hielten das Glockenläuten für ein verabredetes Zeichen an die bayerischen Truppen und wollten Halbig erschießen, doch konnte dieser nach langem Bitten seine Unschuld beweisen und wurde verschont. Aus Dankbarkeit stifteten er und seine Frau den Bau der Kapelle.
Im Jahr 2008 erfolgte durch Privatinitiative eine Restauration der Kapelle.

### Maria Immaculata
Die vom Bildhauer Michael Arnold im Jahr 1877 geschaffene und von der Witwe Katharina Zinser gestiftete Maria Immaculata befindet sich in der Baptist-Hoffmann-Straße neben der Volksbank. Im Rahmen einer Renovierung im Jahr 2001 wurde ihr Standort leicht versetzt. Die Statue gilt als letztes Werk des Bildhauers, was aber auch auf die Marienfigur in Bad Bocklet zutreffen könnte.

### Kriegerdenkmäler

#### Kriegerdenkmal 1866–1870/71

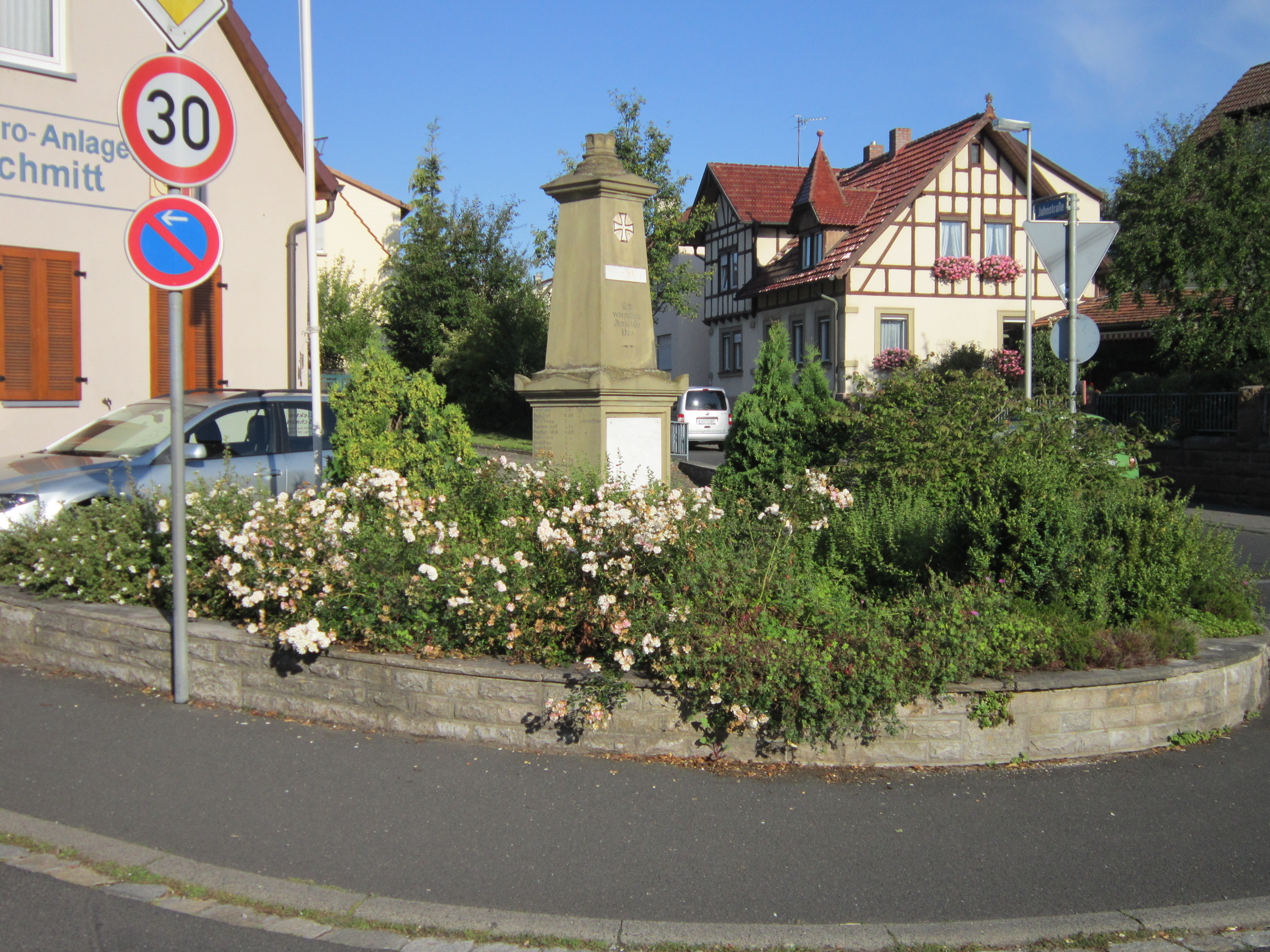
Kriegerdenkmal 1866–1870/71

Im Jahr 1896 entstand ein Kriegerdenkmal zur Erinnerung in die Kriege von 1866 und von 1870/71. Das aus grünem Sandstein gefertigte Denkmal steht an der Gabelung der Jahnstraße und der Baptist-Hoffmann-Straße; nahe dieser Stelle war im Ortsgebiet von Garitz der erste preußische Soldat dem Krieg von 1866 zum Opfer gefallen. Die Namen der 17 Kriegsteilnehmer aus Garitz sind auf dem Denkmal zu lesen.
Im Deutsch-Französischen Krieg von 1870/71 kämpften 17 Männer aus Garitz in den zwei Korps der Generäle Ludwig von der Tann-Rathsamhausen und Jakob von Hartmann; alle 17 Garitzer kehrten lebend aus dem Krieg zurück.

#### Kriegerdenkmal 1914/1918
Am 30. Juli 1929 weihte Bad Kissinger Stadtpfarrer Susann ein von Bildhauer Bruno Brand errichtetes Kriegerdenkmal 1914/1918 (Garitz) für die im Ersten Weltkrieg Gefallenen aus Garitz; ihre Namen wurden in das Denkmal eingemeißelt. Das Denkmal befindet sich vor der St.-Nepomuk-Kirche. Es besteht aus weißem Muschelkalk und zeigt den Erzengel St. Michael als Drachentöter sowie einen Lindwurm zu seinen Füßen. Im Jahr 1954 wurde das Denkmal um das Gedenken an die Gefallenen des Zweiten Weltkrieges erweitert.

### Grundschule
Die heutige Garitzer Schule entstand zwischen 1909 und 1910 an der Baptist-Hoffmann-Straße 14 (damals Hauptstraße 158). Zum Schulgebäude gehört ein zeitgleich entstandenes Lehrer-Wohnhaus; beide im Heimatstil der damaligen Zeit gehaltenen Gebäude sind durch einen Laubengang miteinander verbunden.
Direkt angrenzend entstand zwischen Dezember 1966 und Dezember 1967 die Turnhalle Garitz, die bis heute auch als Mehrzweckhalle genutzt wird.

### Garitzer See

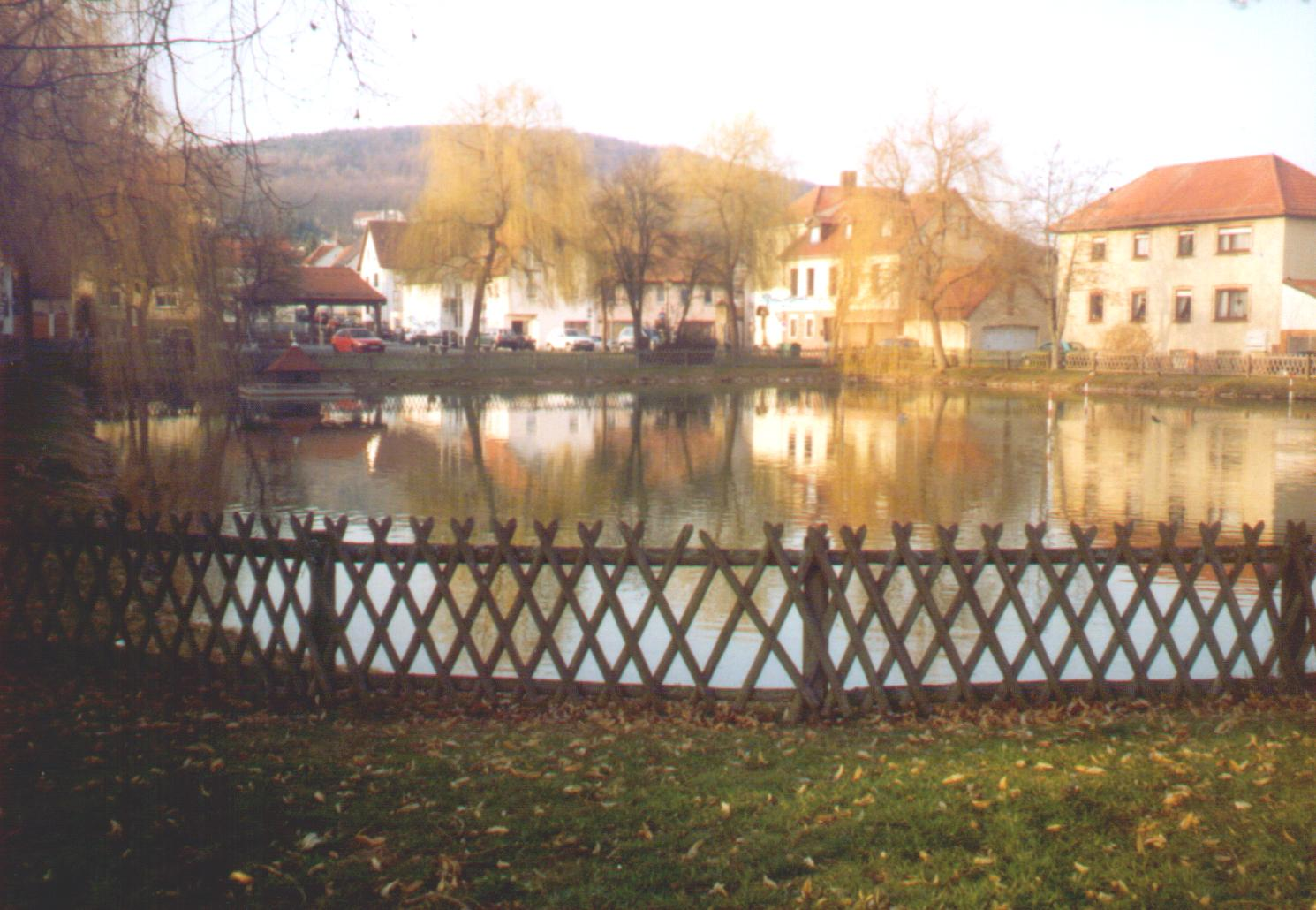
Der Garitzer See

Dorfmittelpunkt ist heute noch der Garitzer See an der Seestraße. Der Dorfweiher wurde als Löschwasserteich angelegt und 1938 zu einer Zieranlage umgestaltet, die damals scherzhaft „Garitzer Kurgarten“ genannt wurde. Zum Dorfjubiläum 1986 wurde der Seeplatz neu gestaltet. Am Parkplatz beim See befindet sich ein Bildstock.

### Kreuzkapelle

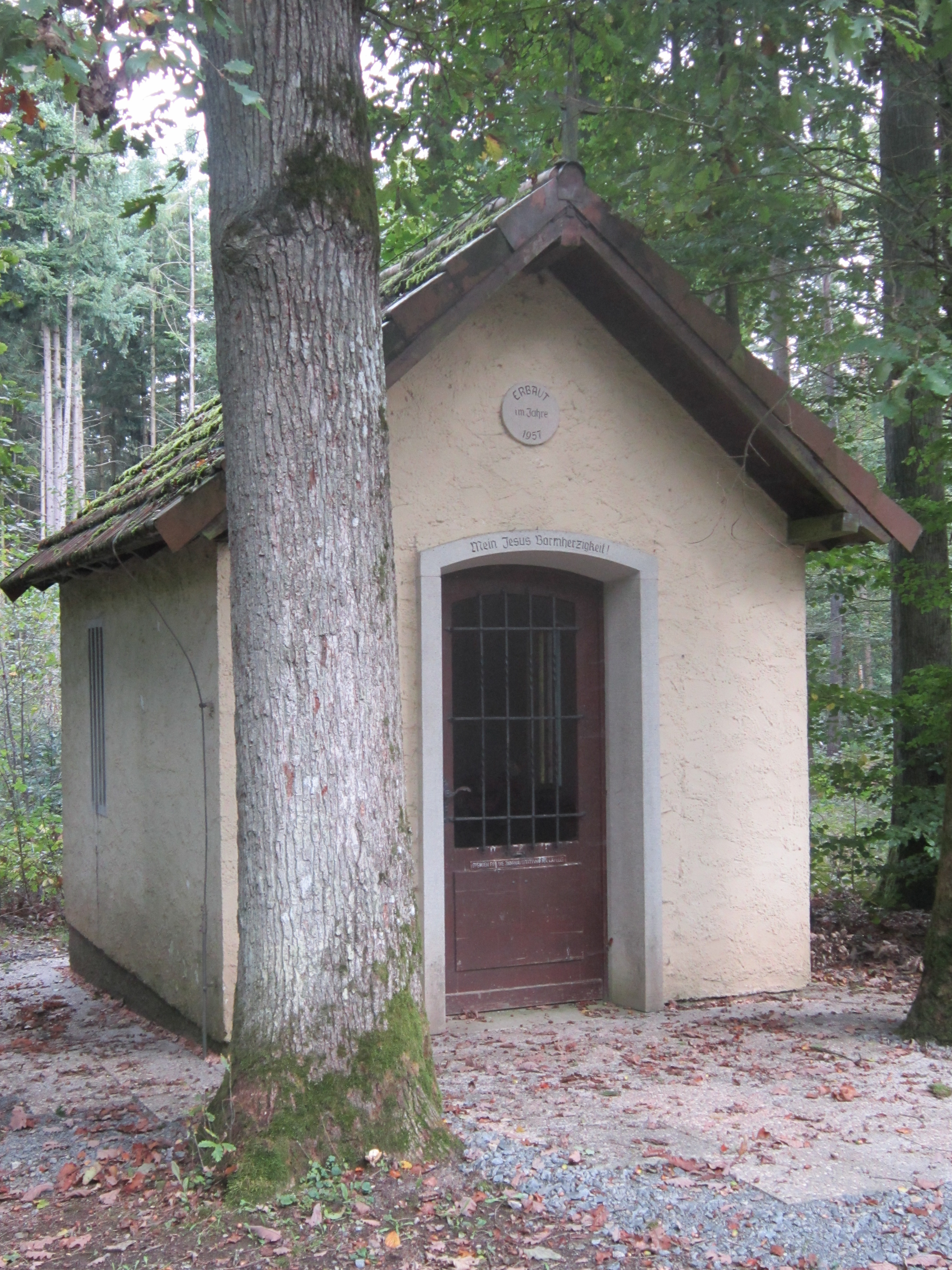
Die Kreuzkapelle

Aus dem Inventar geht die Entstehungsgeschichte der Kreuzkapelle und des Fünf-Wunden-Weges (siehe nächster Abschnitt) hervor: Im Jahr 1957 entstand in der Flur Balzerschlag am Garitzer Ortsausgang Richtung Wittershausen die Kreuzkapelle. Sie geht auf den Garitzer Josef Hippler („Zementjoffer“) zurück, der im Juni 1934 auf dem Weg zur Nußmühle bei Oberthulba verunglückte und aus Dankbarkeit um seine Rettung am Standort der Kapelle ein im Jahr 1941 geschnitztes Kreuz stiftete. Da das Kreuz jedoch immer wieder renoviert werden musste, ließ Hippler im Jahr 1957 die Kreuzkapelle errichten und das Kreuz am Altartisch aufstellen. Im Jahr 1958 ließ Hippler auf dem Spazierweg zur Kreuzkapelle einen Fünf-Wunden-Weg aufstellen.

### Fünf-Wunden-Weg
Der Fünf-Wunden-Weg befindet sich im Abstand von 50 Metern auf dem Fußweg zur Kreuzkapelle. Die sechs Stationen des Weges sind gleichermaßen gestaltet: Auf einem 230 cm hohen Betonpfeiler ist eine bemalte Blechtafel aufgeschraubt; der halbrunde Abschluss ist mit einem schmalen Blechdach mit einem Eisenkreuz auf dem Scheitelpunkt überwölbt. Die Stationen stellen zwei Handwunden, zwei Fußwunden und eine Herzwunde dar; auf der sechsten Station steht der Text "Rette deine Seele".

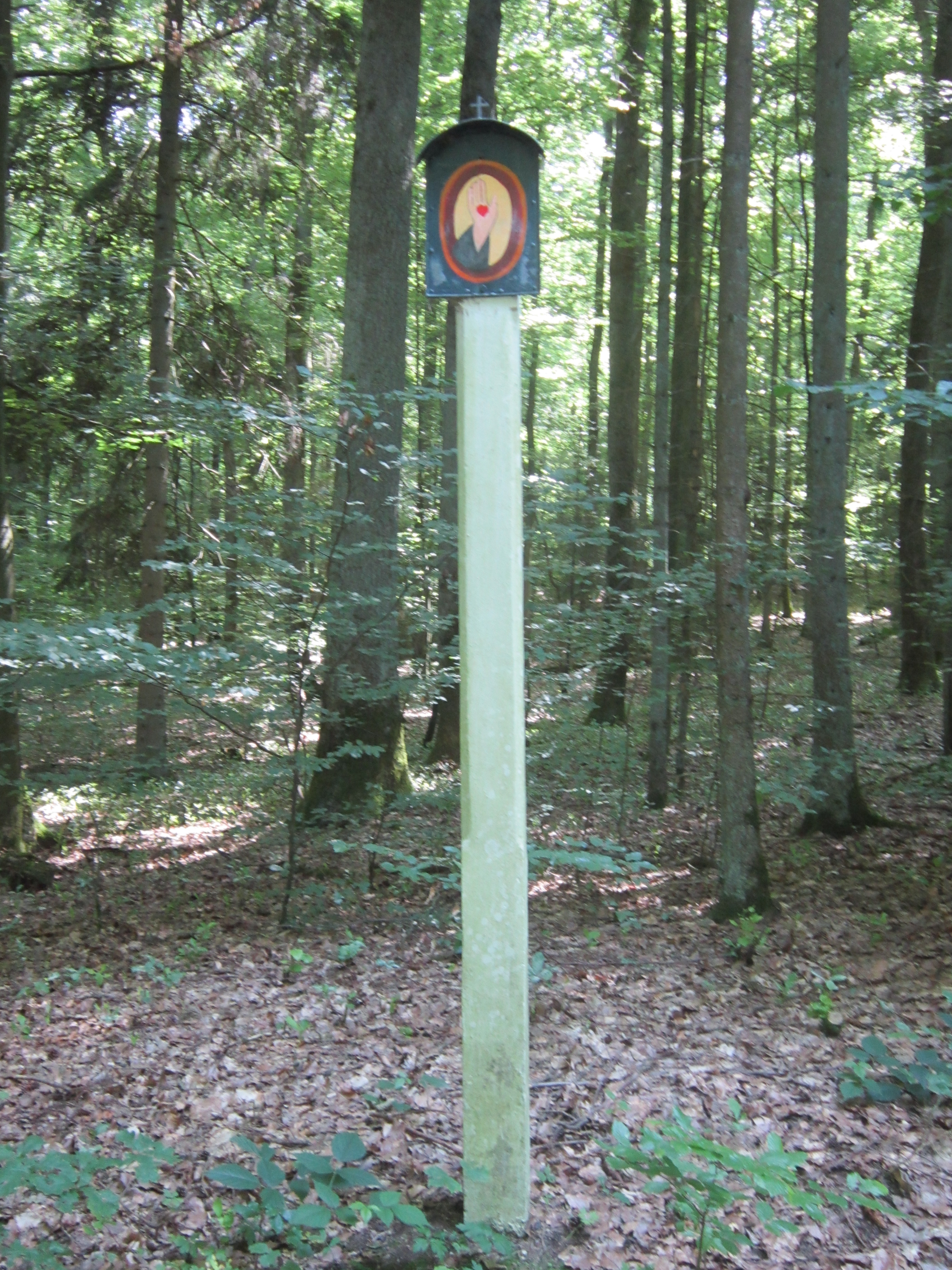
Der Fünf-Wunden-Weg (1. Station)
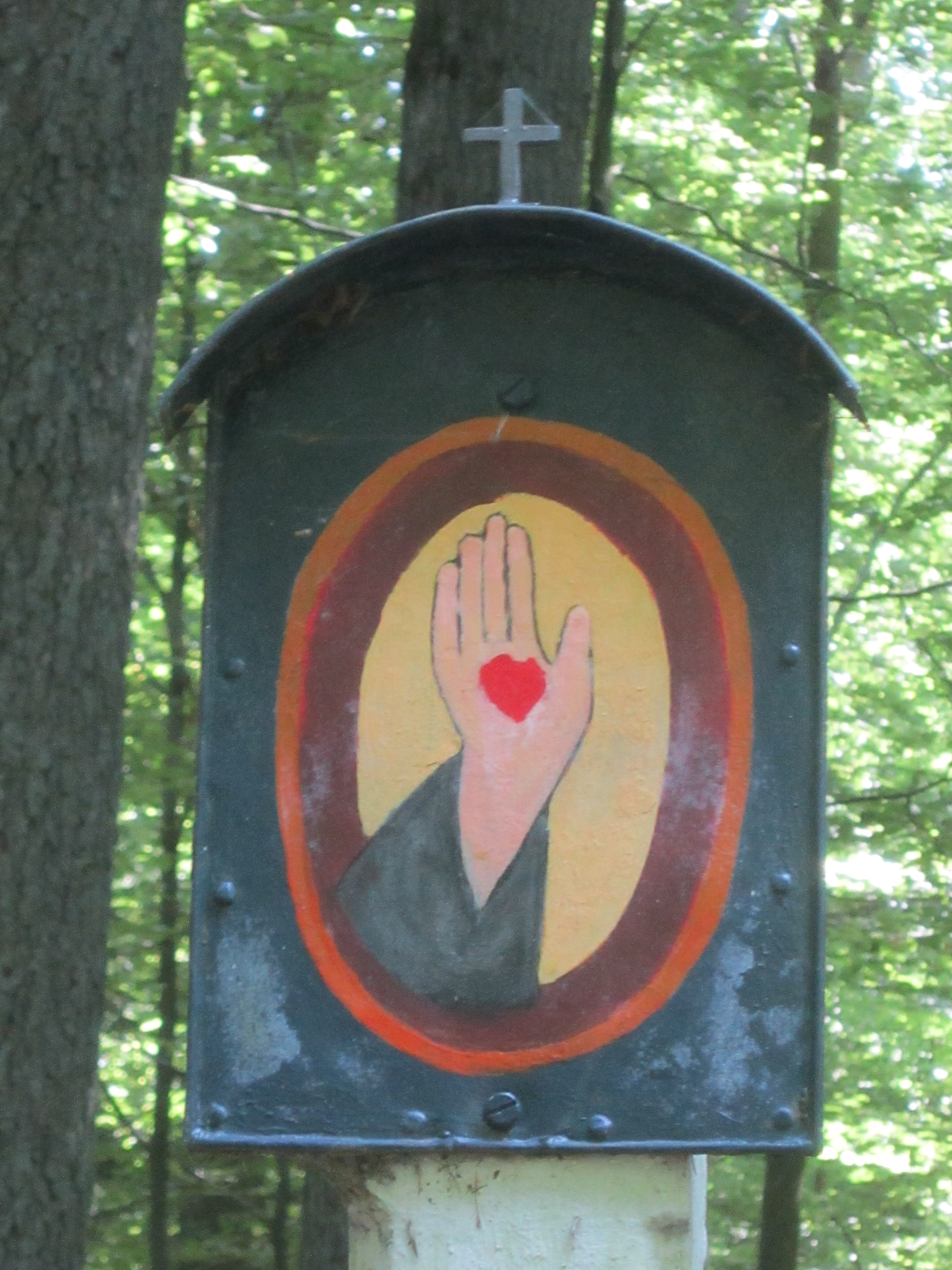
Der Fünf-Wunden-Weg (1. Station, Detailaufnahme)
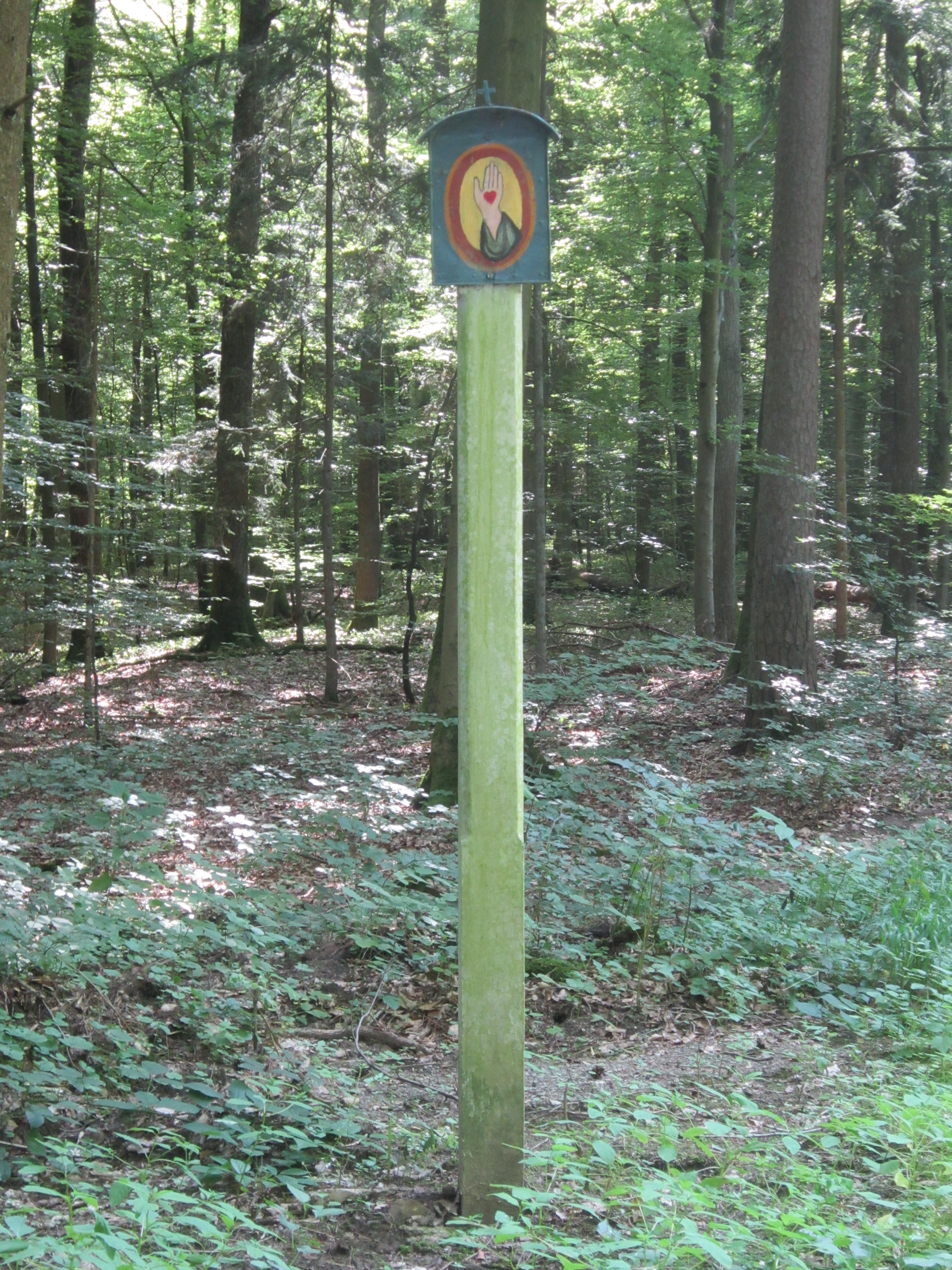
Der Fünf-Wunden-Weg (2. Station)
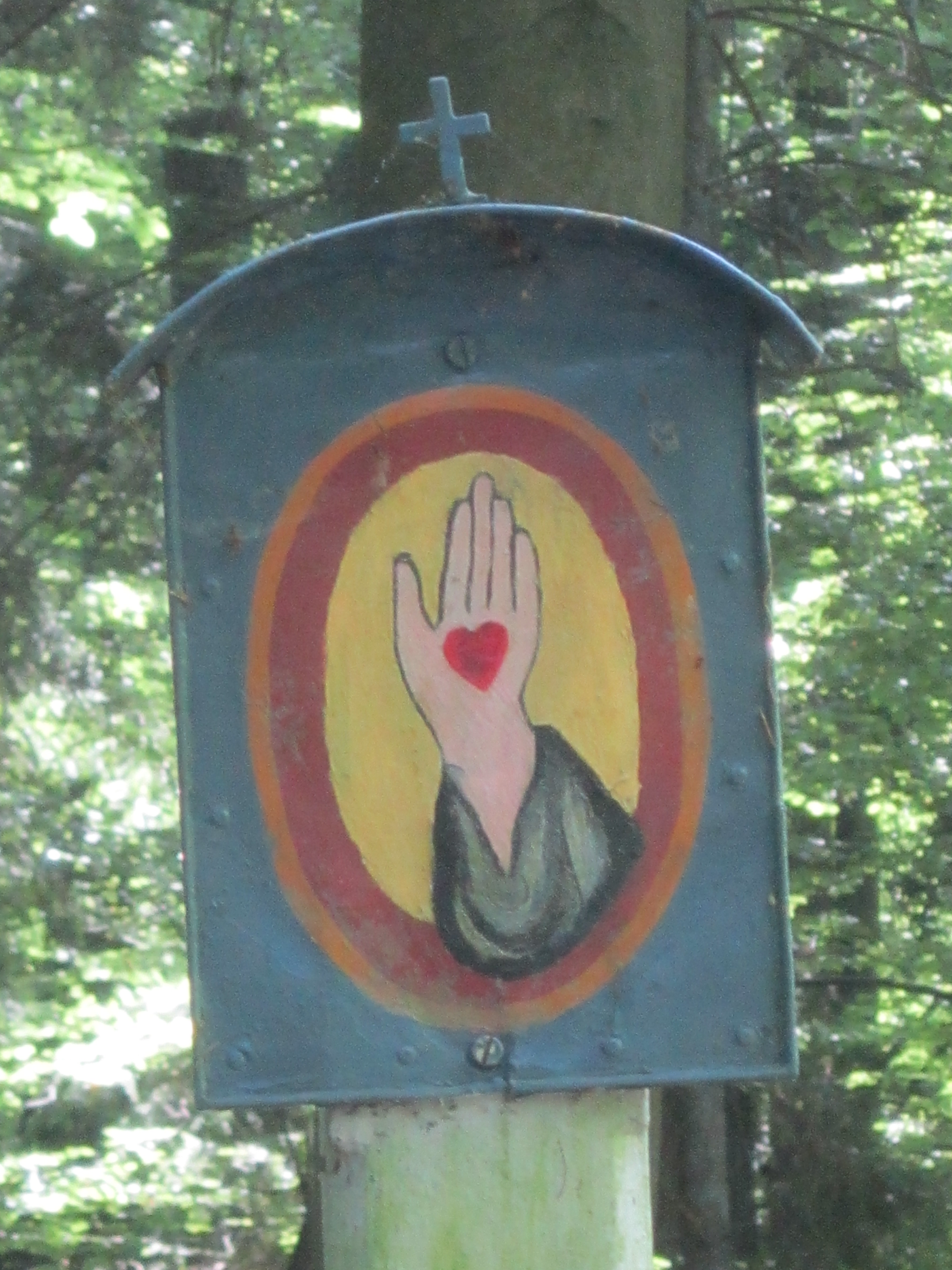
Der Fünf-Wunden-Weg (2. Station, Detailaufnahme)
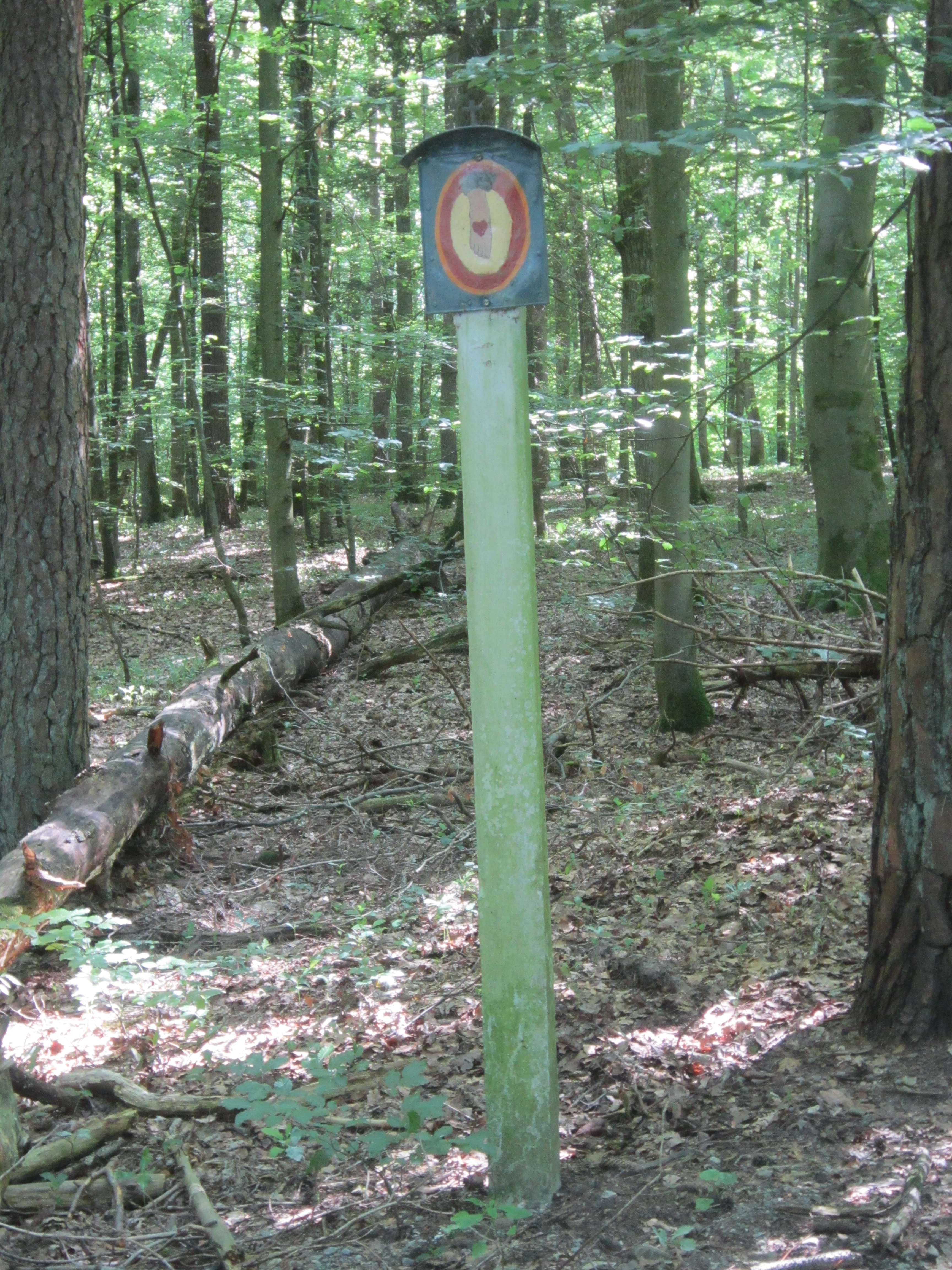
Der Fünf-Wunden-Weg (3. Station)
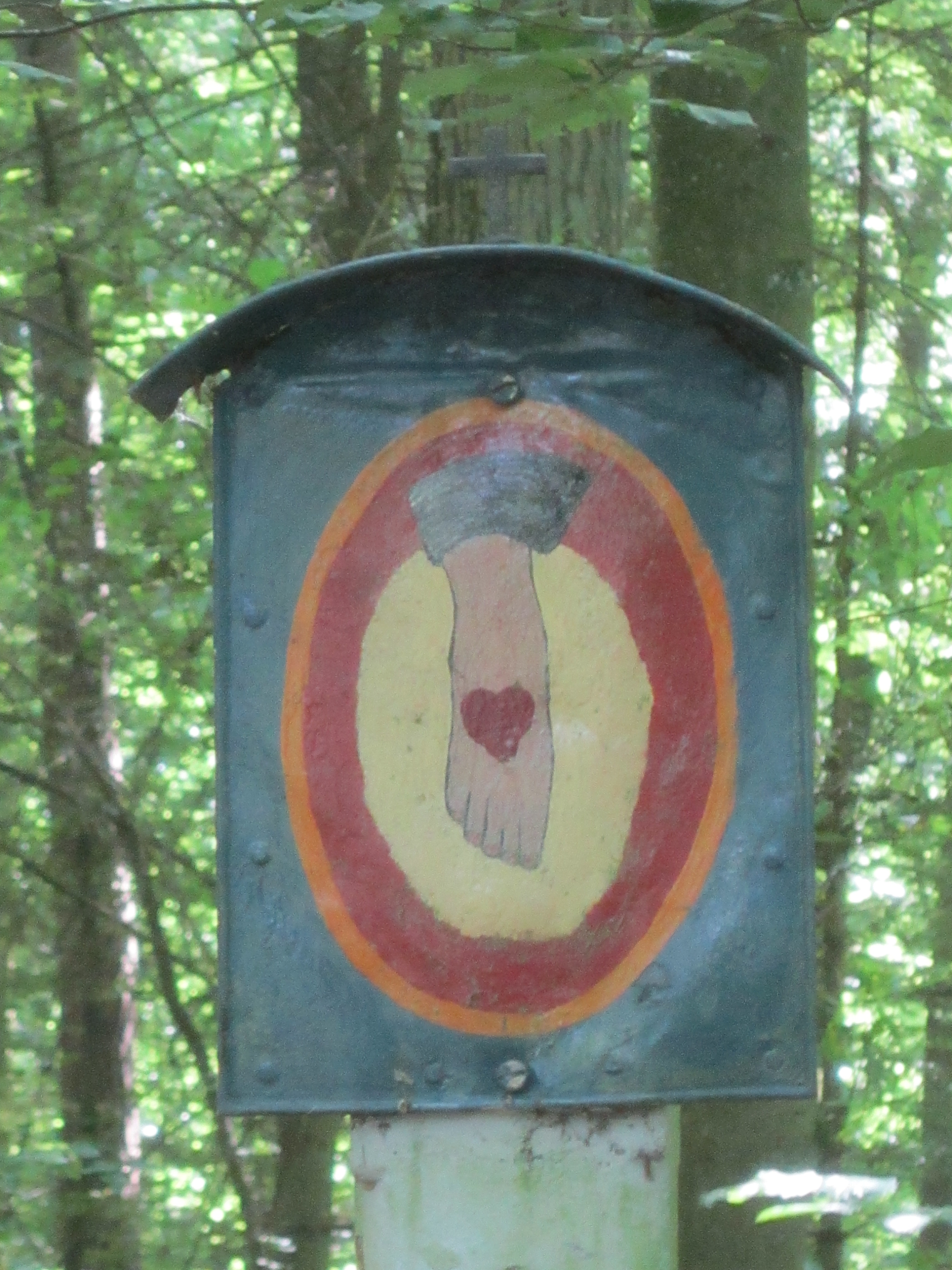
Der Fünf-Wunden-Weg (3. Station, Detailaufnahme)
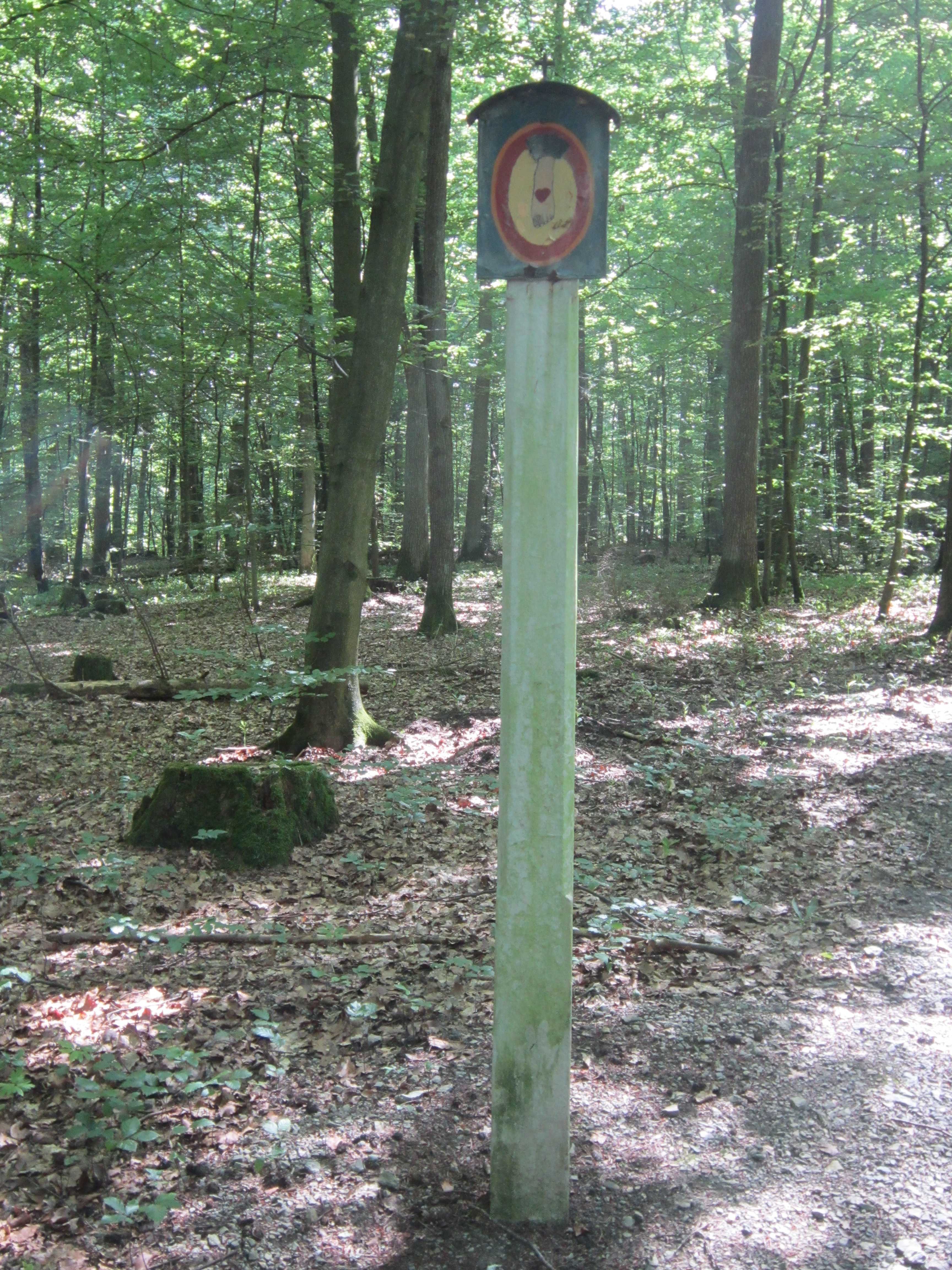
Der Fünf-Wunden-Weg (4. Station)
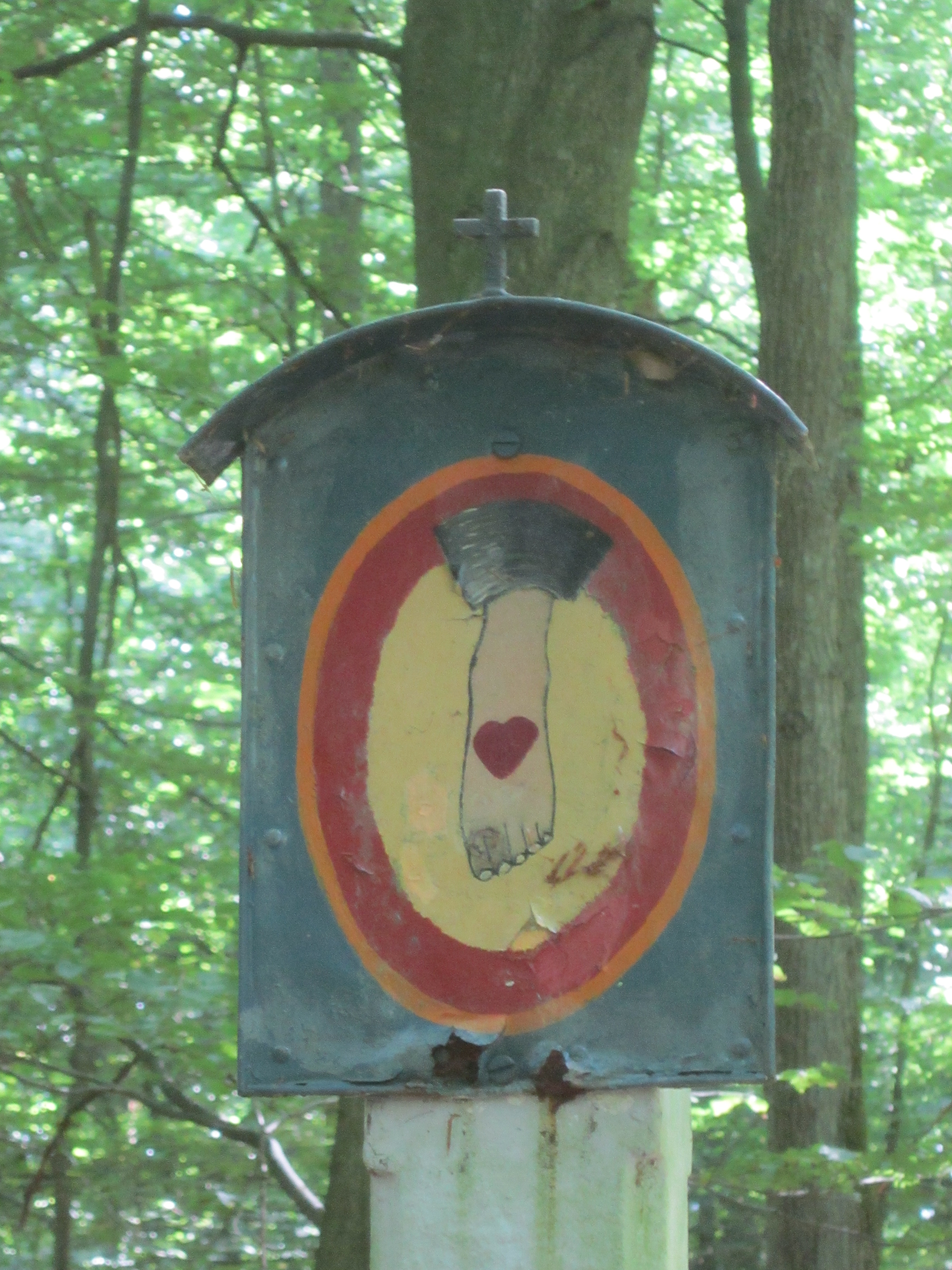
Der Fünf-Wunden-Weg (4. Station, Detailaufnahme)
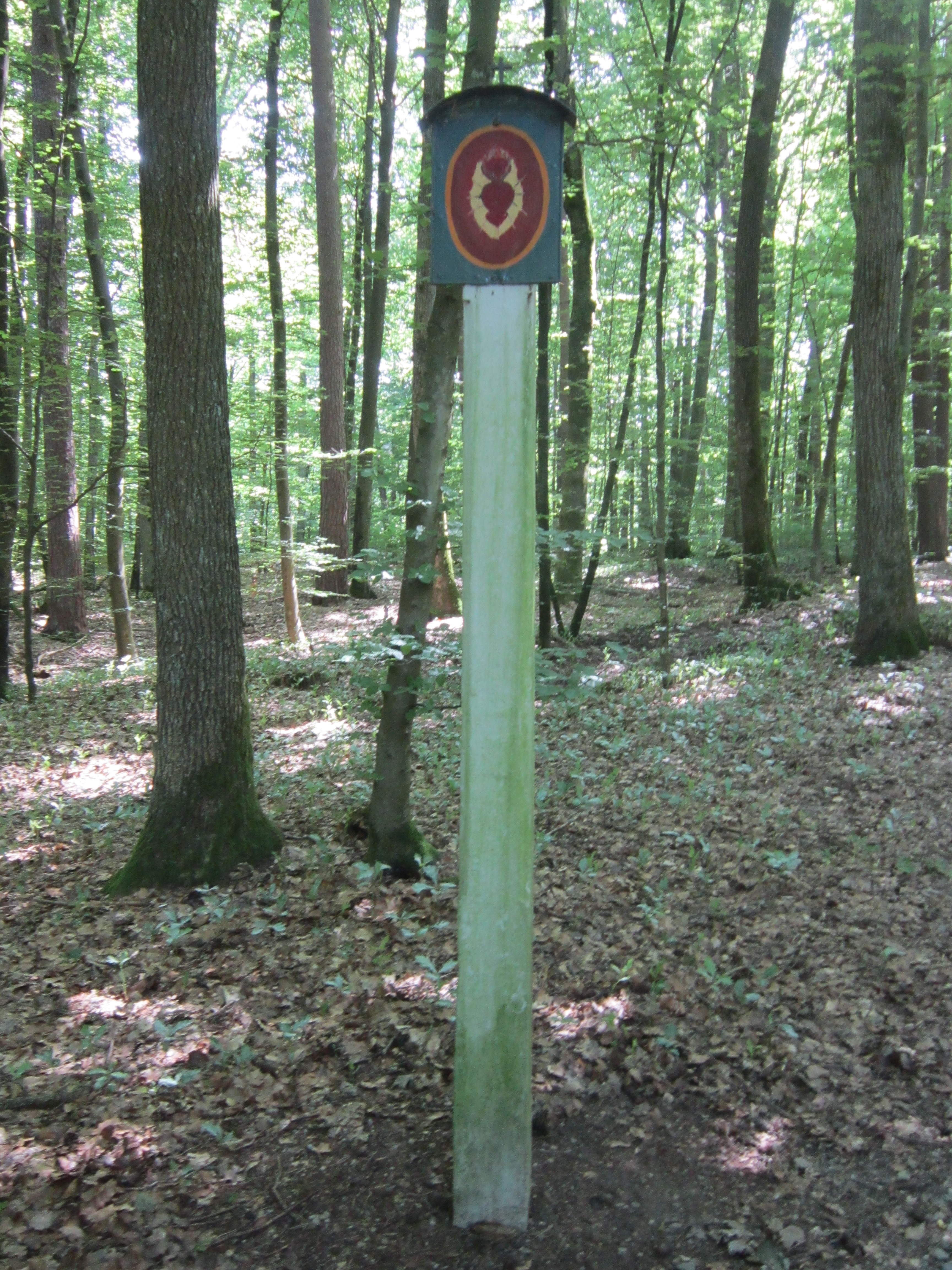
Der Fünf-Wunden-Weg (5. Station)
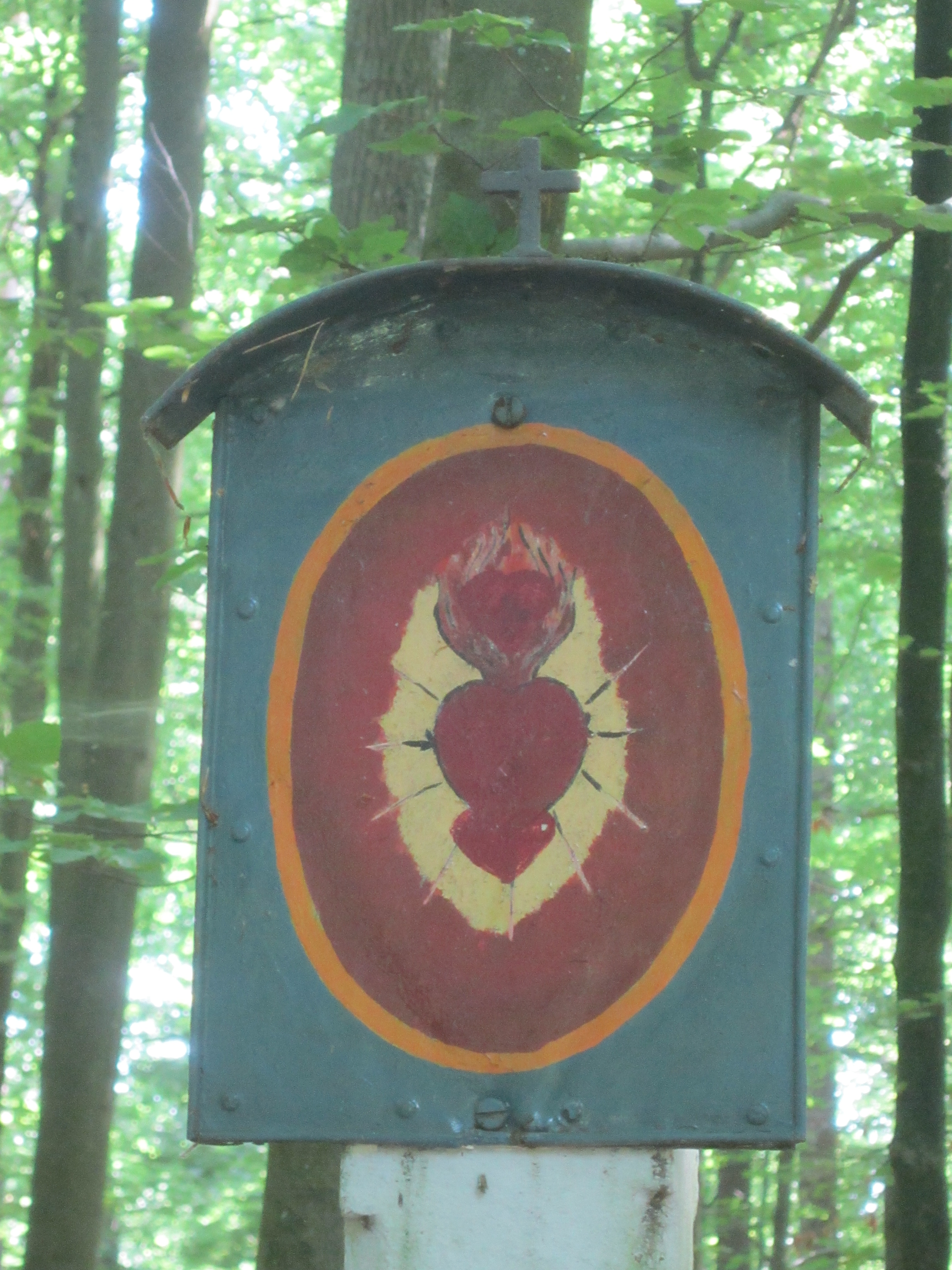
Der Fünf-Wunden-Weg (5. Station, Detailaufnahme)
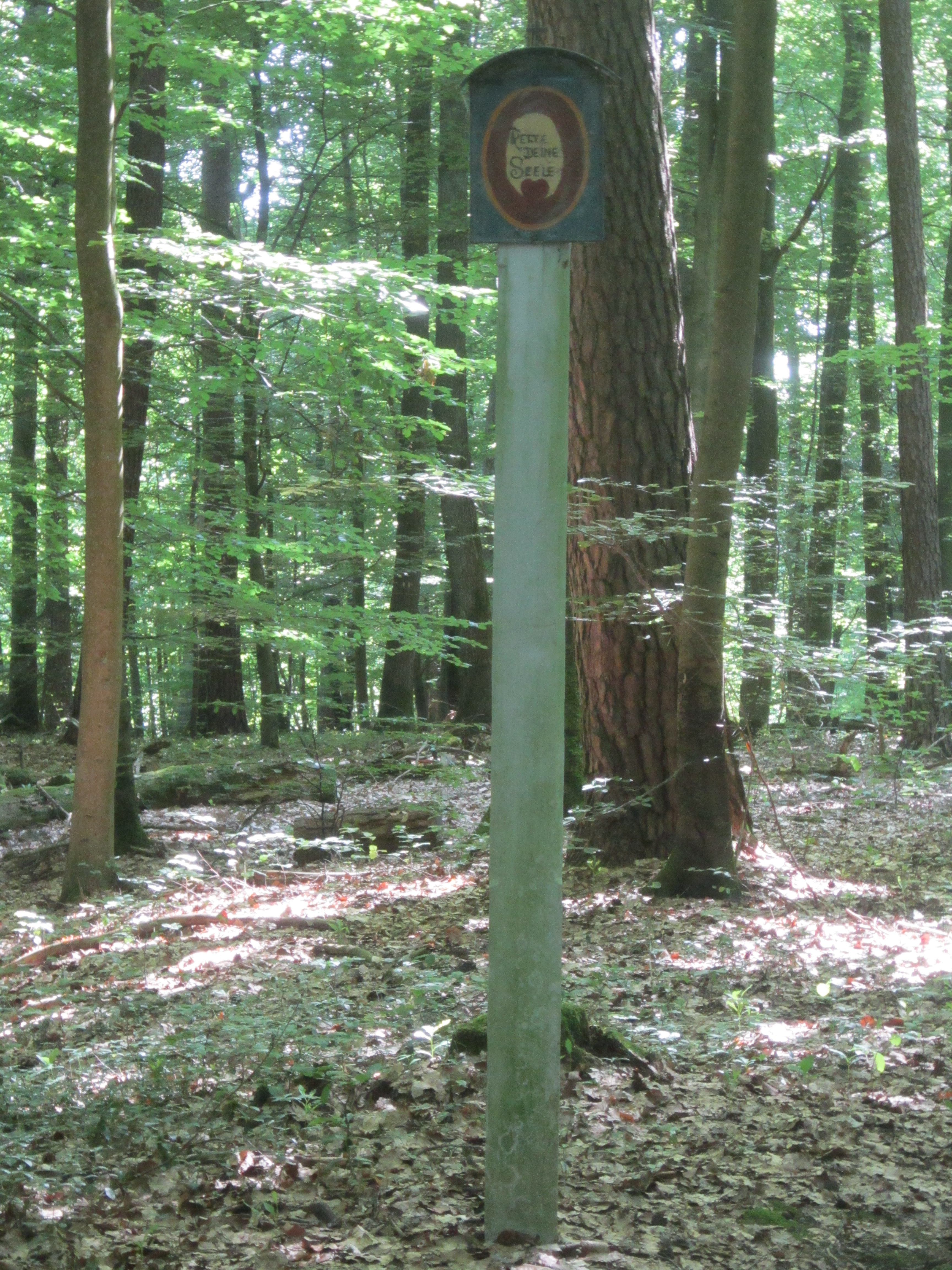
Der Fünf-Wunden-Weg (6. Station)
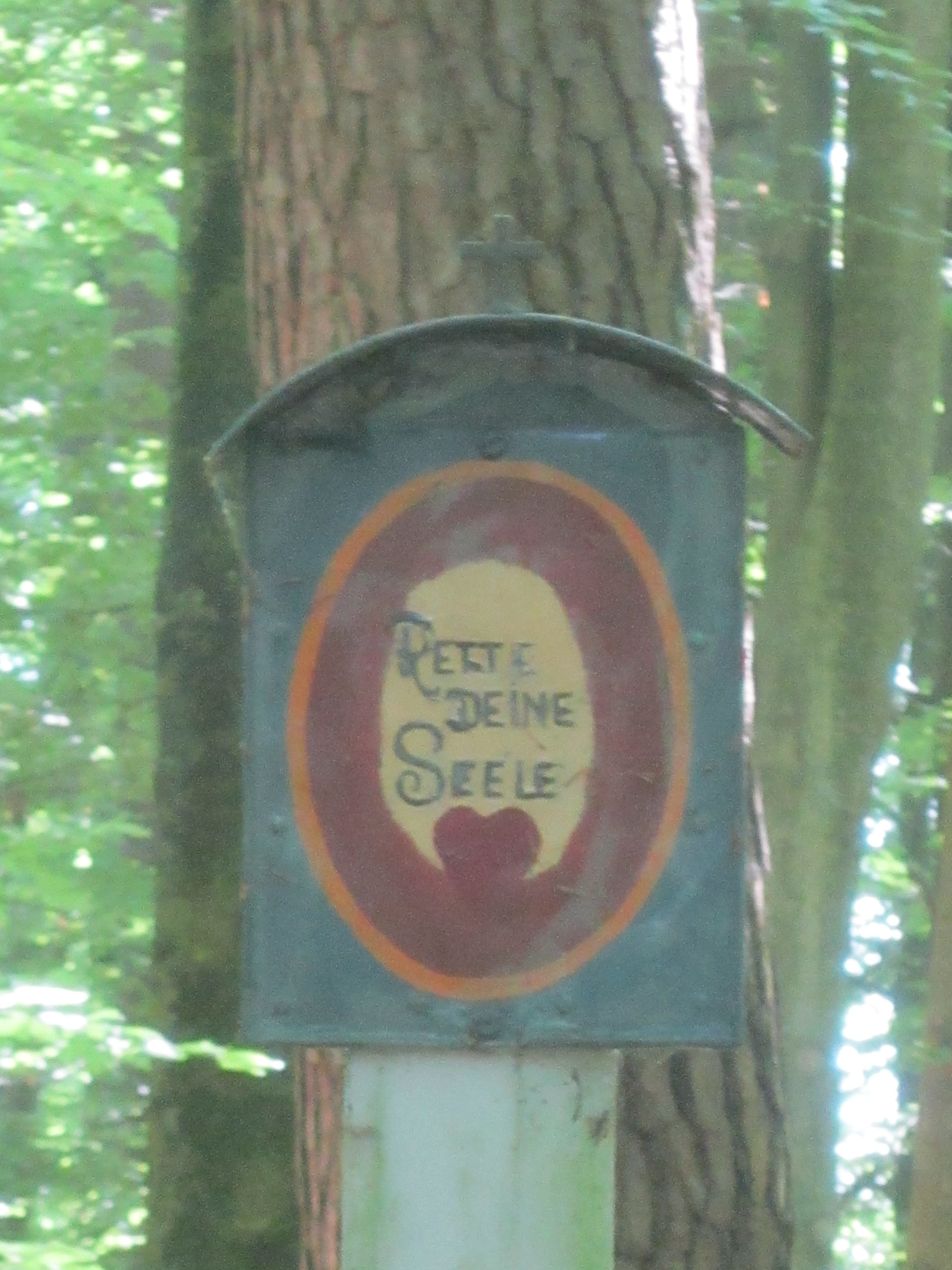
Der Fünf-Wunden-Weg (6. Station, Detailaufnahme)

### Weg der Besinnung
Am Garitzer Ortsausgang Richtung Wittershausen beginnt der vom lokalen Künstler Helmut Droll angelegte Weg der Besinnung, ein 2 Kilometer langer Skulpturenweg, der bei der Bildungsstätte Heiligenhof endet. Die Skulpturen sollen zum Nachdenken sowie zum Meditieren anregen.

### Gedenkstein für Hermine Kolb

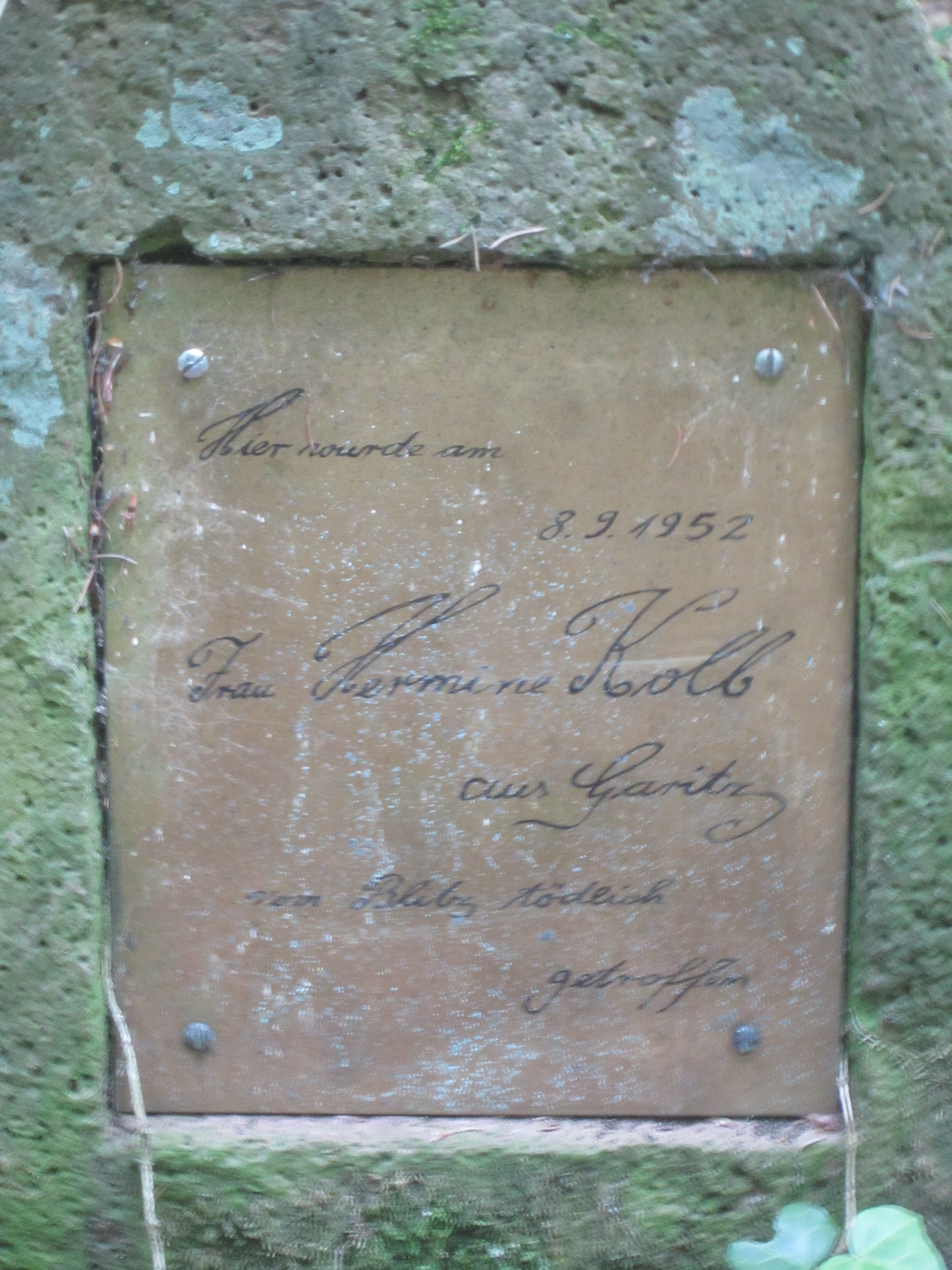
Gedenkstein für Hermine Kolb, Inschrift

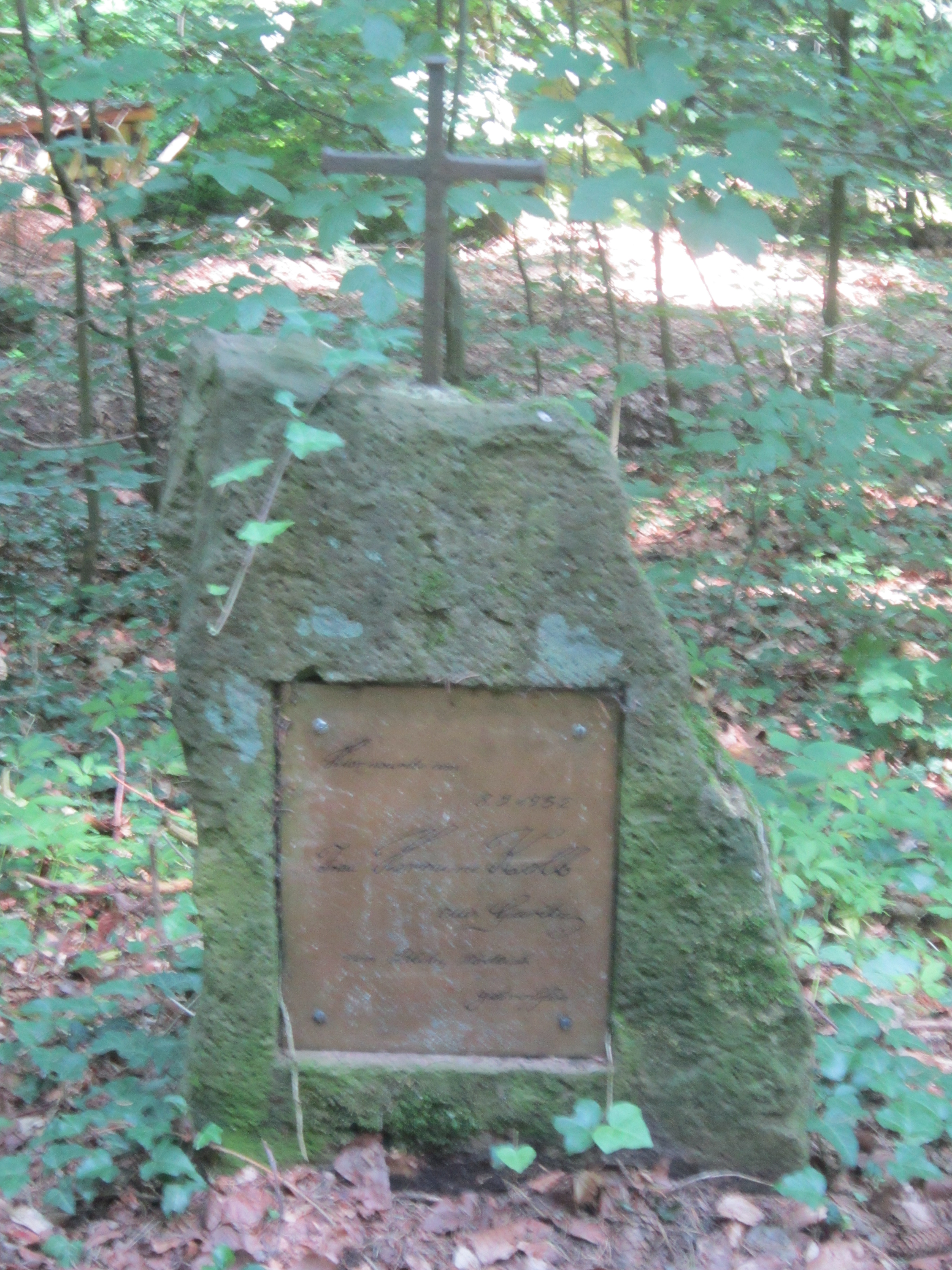
Gedenkstein für Hermine Kolb

Am Ende des Weges der Besinnung am Ortsende von Garitz Richtung Wittershausen befindet sich in der Flur Balzerschlag ein Gedenkstein aus rotem Sandstein für die Garitzerin Hermine Kolb, die am Standort des Gedenksteins von einem Blitz erschlagen wurde. Er hat die Maße 55 cm an der Basis und oben eine Breite von 30 cm und wird von einem 22 cm hohen schmiedeeisernen Kreuz bekrönt. Auf der Vorderfläche ist eine Marmorplatte mit folgender Inschrift eingelassen:

„An dieser Stelle

wurde am 8.9.1952

meine liebe Gattin

Frau Hermine Kolb

geb. Schmitt

durch Blitzschlag

tödlich getroffen

Gedenke mein im Gebet“

### Kolpingkapelle

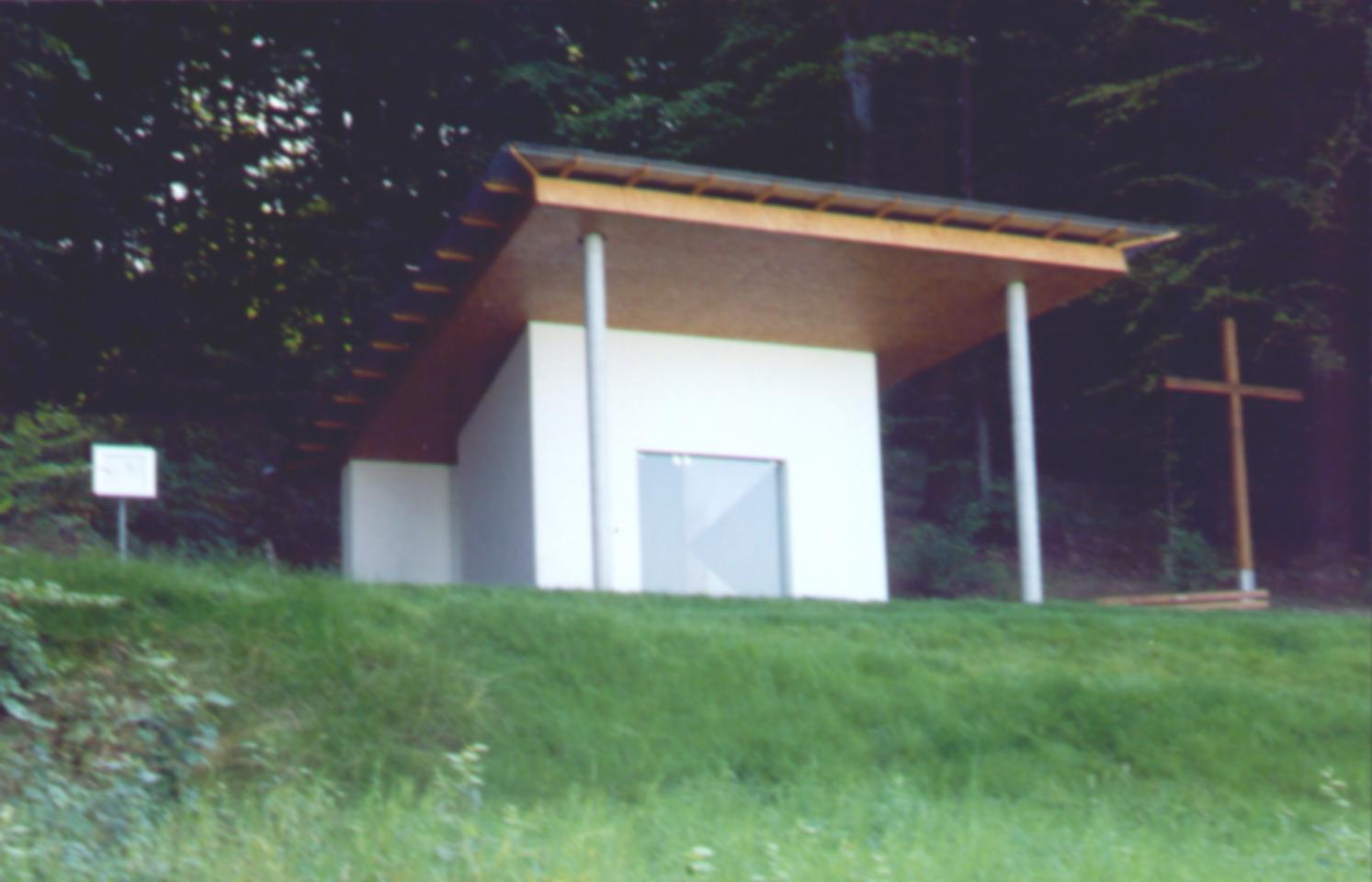
Die Kolpingkapelle

Nahe dem Weg der Besinnung befindet sich am Garitzer Waldrand die im Jahr 2000 eingeweihte Kolpingkapelle.
Der Bau geht auf die Garitzer Vereinigung Kolpingfamilie Garitz e. V. zurück. Ein entsprechender Vorschlag eines Mitgliedes der Kolpingfamilie aus dem Jahr 1998 wurde im Jahr 1999 genehmigt. Das Richtfest für die Kapelle fand am 5. September 1999 statt.

### KissSalis Therme
Im Jahr 2001 wurde in Garitz mit dem Bau der KissSalis Therme begonnen; die Einweihung fand am 28. Februar 2004 statt. Nach einem Vorschlag des damaligen, aus Garitz stammenden Stadtrates Johannes R. Köhler wurde der Name aus den Silben Kiss, sal und is der auf einer historischen Porzellaneule befindlichen Inschrift „In Aquis Kissingen salus“ (lat.: „In den Wassern Kissingens ist Heil“) gebildet.
Die Therme gliedert sich in eine ThermenLandschaft, einen SaunaPark, einen WellnessPavillon und eine FitnessArena. Bei einem im Jahr 2008 vom Radiosender Antenne Bayern durchgeführten Bädertest, bei dem 21 bayerische Bäder geprüft wurden, wurde die KissSalis Therme gemeinsam mit der Obermain-Therme in Bad Staffelstein zum Hygiene-Champion gekürt.

### Duftwald
Ab dem Jahr 2001 wurde aus Anlass des 1200-jährigen Jubiläums von Bad Kissingen nahe dem Sanatorium Seehof am Garitzer Ortsausgang Richtung Oberthulba der Duftwald bepflanzt. Der Duftwald enthält etwa 4.000 von Karl-Heinz Knörr gepflanzte Waldbäume und Sträucher von etwa 50 verschiedenen Arten. Ziel des Duftwaldes, der öffentlich zugänglich ist und kostenfrei besucht werden kann, ist es, dass der Besucher die dort gepflanzten Bäume und Sträucher nicht nur optisch, sondern auch mit dem Geruchssinn erleben kann. Erläuterungen zum Duftwald befinden sich an der allgemeinen Schautafel sowie an Infotafeln an den einzelnen Bäumen und Sträuchern.

## Vereinsleben

### Freiwillige Feuerwehr Garitz
Am 28. Oktober 1869 wurde die Freiwillige Feuerwehr Garitz gegründet, nachdem der Ortsvorsteher am 9. August Bad Kissingen dessen Feuerdruckspritze abgekauft hatte. Ihre Satzung vom 7. November 1869 bekam von höchster Stelle Anerkennung. Im Jahr 1903 waren 180 Freiwillige und 30 Pflichtfeuerwehrmänner für die Freiwillige Feuerwehr Garitz aktiv; die hoch entwickelte Ausrüstung fand das Lob des Kreisfeuerwehrausschusses. Im Jahr 1953 entstand eine Jugendgruppe. Das 110-jährige Jubiläum war nicht nur für die Feuerwehr, sondern für ganz Garitz ein besonderes Fest.

### Militär- und Kampfgenossenverein und Veteranen- und Kriegerverein
Im Jahr 1870 entstand aus Anlass des Krieges von 1866 der Militär- und Kampfgenossenverein. Mit dem Veteranen- und Kriegerverein entstand im Jahr 1900 ein weiterer Kriegerverein. Aus beiden wurde 1933 in gemeinsamer Verein, der 1945 nach Ende des Zweiten Weltkrieges auf Befehl der US-Militärbehörde aufgelöst wurde.

### Gesangverein 1883 Garitz
Am 9. Dezember 1883 wurde der Gesangverein 1883 Garitz gegründet. Meldeten sich Bewerber um eine Mitgliedschaft, wurde über deren Aufnahme einzeln abgestimmt. Es erfolgten die Gründung eines Jugendchores (1965) und eines Kinderchores (1971); beide mussten 1982 wegen fehlenden Zulaufs wieder aufgelöst werden. Am 12. Februar 1979 entstand ein Frauenchor.

### Rauchclub und Unterstützungsverein Garitz
Der Rauchclub und Unterstützungsverein Garitz entstand im Herbst 1891 unter dem Namen Wittelsbach Garitz. Zweck des Vereins waren neben der Pflege des Pfeifenrauchens die Geselligkeit sowie die finanzielle Unterstützung der Mitglieder in Krankheitsfällen. Im Dezember 1928 wurde das Krankengeld durch ein Sterbegeld ersetzt sowie der Verein in Rauchclub und Sterbeunterstützungsverein umbenannt. Der Verein leistet finanzielle Beiträge bei karitativen Veranstaltungen. Das bayerische Rauchverbot vom 1. August 2010 bedeutete keine Beeinträchtigung für die Tätigkeit des Vereins, da diese auch weiterhin der Unterstützung von Hinterbliebenen im Todesfall gilt.

### Sportverein Garitz
Die erste von heute vier Abteilungen des Sportvereins Garitz entstand im Jahr 1896 mit der Turnabteilung. Deren Mitglieder nahmen immer wieder mit Erfolg an Turnfesten sowie in den 1950ern beim traditionellen Dreikönigsturnen teil. 
- Fußball:Mit dem FC Garitz entstand 1912 die Fußballabteilung des Vereins, der sich 1934 dem Turnverein Garitz anschloss. Zu den Erfolgen der Fußballabteilung zählen der Aufstieg in die A-Klasse (1950 und 1964) sowie in die Bezirksliga-Ost (1985).
- Schwerathletik: Im Jahr 1926 wurde der 1908 gegründete Athletenverein Merkur Teil des Turnvereins; seine Existenz fand jedoch wenige Jahre später ein Ende. Trotz einer Wiederbelebung im Jahr 1946 währte die Abteilung Schwerathletik nur bis zum Jahr 1960.
- Tennis: Die 1946 entstandene Tischtennisabteilung musste 1954 wegen mangelnder Nachfrage aufgelöst werden, konnte aber in den 1960er Jahren wiederbelebt werden. Zu den Erfolgen zählen das Erreichen der 1. Kreisliga Ende der 1960er Jahre sowie später das Erreichen der 2. Bezirksliga Unterfranken-Ost.
- Handball: Noch im Gründungsjahr 1967 erreichte die Damen-Handballabteilung die Bezirksklasse Unterfranken. In den Jahren 1970, 1971 und 1972 gewann die Abteilung die unterfränkische Meisterschaft und erreichte 1972 die höchste Spielklasse der Landesliga Nord. Im Rahmen der Handballspielgemeinschaft[127] SG SV Garitz / DJK Nüdlingen spielte das Damenteam mehrere Jahre in der Handball-Bayernliga (4. Liga).

### St.-Johannes-Zweigverein
Im Jahr 1898 entstand der Garitzer St.-Johannes-Zweigverein als Bauherr einer „Kinderbewahranstalt“; deren Ziel war die Betreuung von Kleinkindern berufstätiger Mütter. Für die Betreuung der Kinder waren anfangs zwei, später vier Ordensschwestern der Kongregation der „Töchter vom göttlichen Erlöser“ zuständig. Als das am Ortsweiher gelegene Wohnhäuschen für die Kinderbetreuung zu klein wurde, wurde zu diesem Zweck unterhalb des Altenbergs im Jahr 1974 das Kirchenzentrum erbaut. Der am Ortsweiher gelegene Kindergarten „Am See“ wird inzwischen von weltlichen Erzieherinnen betrieben.

### Schützengesellschaft Garitz 1911 e. V.
Das genaue Gründungsdatum der Schützengesellschaft Garitz 1911 e. V. ist unbekannt; seine Existenz im Jahr 1911 ist lediglich durch ein Gruppenfoto und eine Ehrenscheibe aus diesem Jahr belegt. Nach einer 1926 einsetzenden Hochzeit kam der Vereinsbetrieb durch die Gleichschaltung im Dritten Reich zum Erliegen. Nach Aufnahme des Schießbetriebs mit Luftgewehren im Jahr 1954 und der Pachtung eines neuen Schützenhauses im Jahr 1962 entwickelte sich das Vereinsleben neu.

### Kolpingsfamilie Garitz

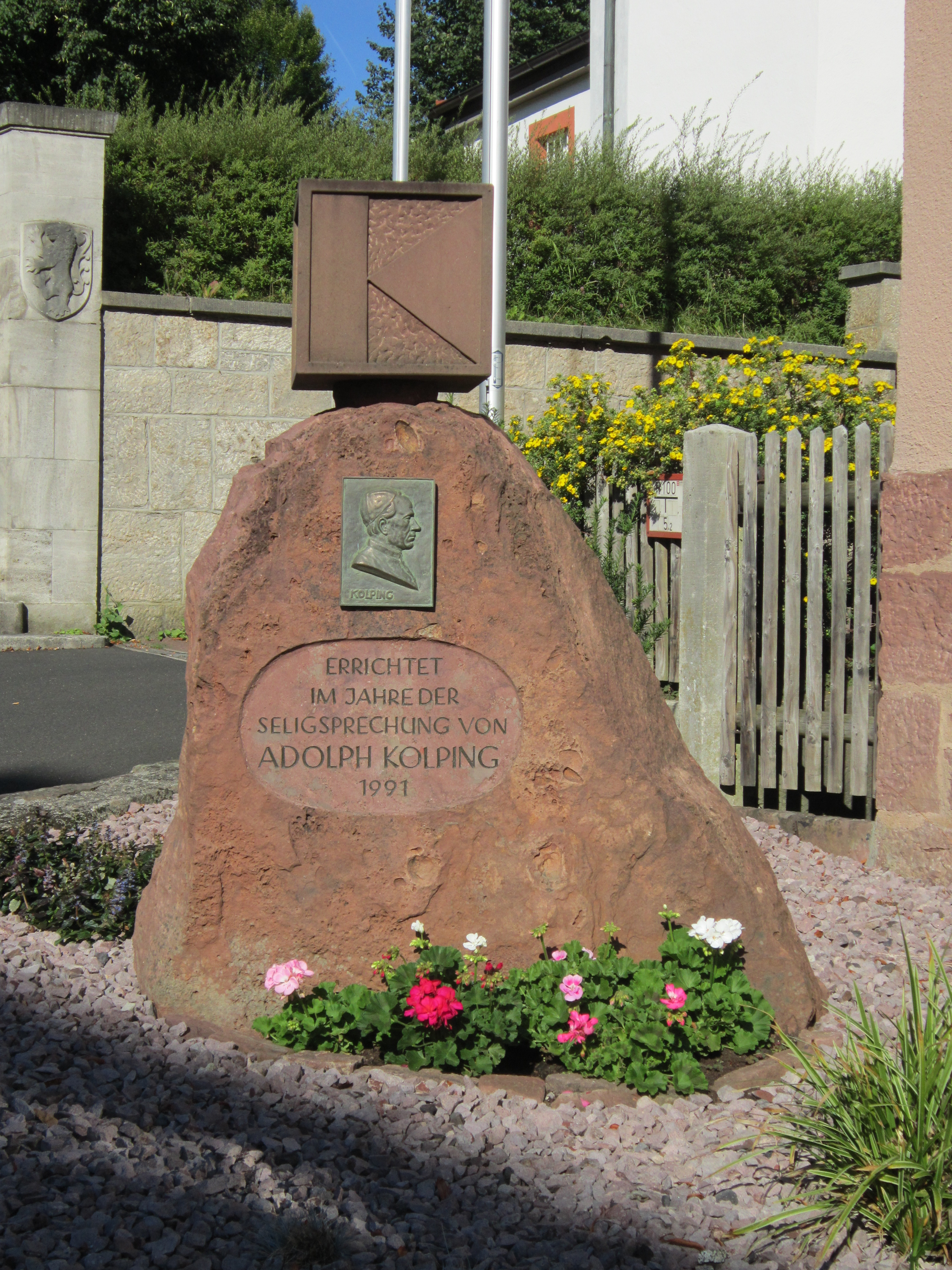
Kolping-Gedenkstein vor dem Garitzer Kolpinghaus

Am 10. Juni 1912 entstand mit dem Katholischen Burschenverein die Vorform der Kolpingsfamilie Garitz. Nach einer Umbenennung in Katholischer Burschen- und Männerverein, der die Förderung der Tugend der jungen Männer zum Ziel hatte, wurde der Verein in Ausrichtung auf das Kolpingwerk zur Kolpingsfamilie Garitz. Der Verein wurde bei kirchlichen Feiern, karitativen Veranstaltungen und der Entwicklungshilfe in Tansania tätig.

### Obst- und Gartenbauverein Garitz e. V.
Am 22. Dezember 1928 erfolgte die Gründung des Obst- und Gartenbauvereins Garitz e. V. Ziel des Vereins war eine Verbesserung des Obstanbaus. Nach der durch den Zweiten Weltkrieg bedingten Auflösung des Vereins im Jahr 1945 wurde er am 10. Januar 1948 neu gegründet. Seit den 1950er Jahren bemüht sich der Verein um Gartenumgestaltung sowie eine Verschönerung des Dorfes.

### Wattelclub Garitz
Am 28. Januar 1963 gründeten acht Kartenspielfreunde den Wattelclub Garitz. Der Verein wuchs in der Folgezeit auf mehr als 100 Mitglieder heran. Anfang 2013 wurde jedoch seine Auflösung beschlossen, nachdem die Mitgliederzahl durch Austritte und Todesfälle von zuletzt 120 auf 37 Mitglieder gesunken war.

### BTC – Garitzer Faschingsgesellschaft
Am 13. September 1963 erfolgte im Garitzer „Gasthaus Erholung“ die Gründung des BTC Garitz (wobei die Abkürzung für „Bier-Tümpel-Club“ steht); laut Satzung vom November 1963 sind nur Männer als Mitglieder zugelassen.  Seit dem 4. Februar 1966 hält der Verein Elferratssitzungen ab. Der Verein selbst, der 1967 Mitglied des Landesverbandes Franken im „Bund Deutscher Karneval“ wurde, wurde am 16. September 1966 in „BTC – Garitzer Faschingsgesellschaft“ umbenannt. Seit 1967 betätigt sich der Verein gemeinnützig und fördert Künstler sowie jugendliche Sporttreibende und bemüht sich um die dörfliche Gemeinschaft.

### Rhönklub-Zweigverein Garitz
Am 11. Juli 1967 entstand der Rhönklub-Zweigverein Garitz mit dem Ziel, die Garitzer Umgebung sowie auch die bayerische Rhön und hessische Rhön für Wanderer zu erschließen sowie die Heimatliebe zu fördern. Im Jahr 1972 erfolgte der Beitritt zum „Internationalen Volkssportverband e. V.“.

### Tennisclub Garitz
Im Sommer 1971 wurde der Tennisclub Garitz gegründet. Im Sommer 1973 hatte man zwei Tennisplätze zur Verfügung; 1984 waren es vier. Im Jahr 1981 wurde der Verein als Mitglied in den Bayerischen Landes-Sportverband aufgenommen. Im gleichen Jahr stellte der Verein bei Tennisverbandsspielen eine Herrenmannschaft; ein Jahr später waren es zwei Herren- und eine Damenmannschaft.

### Geselligkeitsverein Garitz
Im Februar 1979 entstand der heute nicht mehr bestehende Geselligkeitsverein Garitz durch einige junge Leute, die am Rosenmontag des Jahres mit einem selbst gestalteten Faschingswagen durch Garitz fuhren. Während im Jahr 1980 der erste Faschingszug des Vereins wenig Interesse bei den Garitzern weckte, änderte sich dies beider Sonnenwendfeier im selben Jahr. 1984 und 1985 fanden keine Umzüge durch den Verein statt.

### Weitere Vereine
Anfang des 20. Jahrhunderts wurden mit Vorwärts (1902) und dem Radlerclub (1906) zwei Radfahrervereine gegründet; sie bestanden bis 1945. Der 1908 gegründete Athletenclub Merkur widmete sich Sportarten dem Ringen, Stemmen und Kugelstoßen; er schloss sich 1926 dem Turnverein an und wurde später aufgelöst. Im Jahr 1905 wurde der Verschönerungsverein gegründet, 1937 jedoch aufgelöst. 1962 nahm der Garitzer Reisetaubenverein mit 38 Siegen an der Reisetauben-Vereinigungs-Meisterschaft teil. Der Garitzer Kleintierzüchterverein, der 1957 bei der Kreis-Kaninchenschau Ehrenpreise gewinnen konnte, schloss sich 1963 dem Kleintierzüchterverein von Bad Kissingen an. Zudem existiert gegenwärtig mit dem Harley-Davidson-Club Franken e. V. ein Motorradclub in Garitz.

## Persönlichkeiten

### Bürgermeister
Eine Übersicht über die Garitzer Bürgermeister von 1866 bis zur Eingemeindung im Jahr 1972 befindet sich im Abschnitt "Politik".

### Pfarrer
| Name                                                                          | Tätigkeit |
| ----------------------------------------------------------------------------- | --------- |
| Konrad Weigand (* 5. Juni 1886 in Obernau, † 17. Juni 1964 in Kleinwallstadt) | 1915–1920 |
| Josef Brenneis (* 20. Juni 1889 in Guggenberg, † 10. Juni 1969)               | 1920–1926 |
| Gottfried Mauter (* 22. August 1891 in Haßfurt, † 17. Mai 1954)               | 1926–1950 |
| Benno Stoll (* 15. Dezember 1907, † ?)                                        | 1951–1971 |
| Arno Stöcklein (* 28. September 1929)                                         | 1971–1999 |
| Edwin Ziegler                                                                 | seit 1999 |

### Söhne und Töchter des Ortes
- Baptist Hoffmann (* 1863, † 1937), Königlich-Preußischer Hofopernsänger
- Johannes R. Köhler (* 1933, † 2022), Komponist, Dirigent und Lyriker
- Michl Müller (* 1972), Fränkischer Kabarettist

### Persönlichkeiten, die vor Ort gewirkt haben
- Stefan Brand, Träger der Goldenen Ehrenmedaille der Stadt Bad Kissingen, letzter Bürgermeister von Garitz
- Heinrich Hack, Träger der Bürgermedaille der Stadt Bad Kissingen, Archivpfleger und Lehrer in Garitz
- Hans Maunz, Träger der Bürgermedaille der Stadt Bad Kissingen, Gemeinde Garitz
- Franz Nowak, Träger der Bürgermedaille der Stadt Bad Kissingen, Lehrer in Garitz
- Cölestina Wachter, Trägerin der Bürgermedaille der Stadt Bad Kissingen, Kinder- und Altenbetreuerin